# Родючість ґрунту

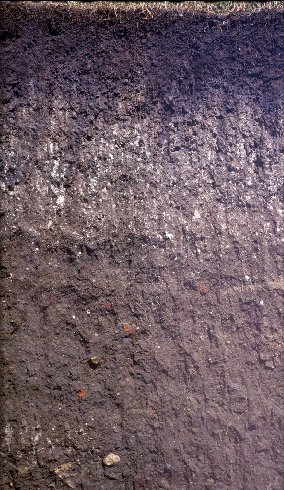
Чорнозем

Родю́чість ґру́нту — здатність ґрунту забезпечувати рослини всіма необхідними умовами росту і розвитку.
Термін найчастіше вживають для опису земель сільськогосподарського призначення.
Ідеальна родючість ґрунту передбачає збалансований склад органічної речовини, поживних речовин, макро- та мікроорганізмів, що в сукупності сприяє міцному росту рослин без необхідності зовнішнього впливу, такого як добрива. Такий ідеальний склад забезпечує належну аерацію, проникнення води та її утримання, та сприяє біорізноманіттю флори, фауни та мікробіоти.
Ґрунт є відносно невідновлюваним ресурсом, оскільки його регенерація відбувається через хімічні та біологічні процеси вивітрювання гірських порід, що вимагає геологічних масштабів часу. Діяльність людини, така як урбанізація, вирубка лісів, індустріалізація та непомірковане сільське господарство, може призвести до ерозії та виснаження ґрунту. Для утворення нового ґрунту може знадобитися від сотень до тисяч і більше років для формування нового ґрунту, що робить його невідновлюваним ресурсом. Але комплексний підхід може відновити родючість ґрунту.
Досягнення та підтримка родючості ґрунту має вирішальне значення для сталого сільського господарства, оскільки це забезпечує довгострокову продуктивність, мінімізуючи погіршення стану довкілля.
Еталон родючого ґрунту — чорнозем. Він поширений на території України.

## Характеристика родючого ґрунту
Родючий ґрунт зазвичай характеризується такими властивостями:
- Багатий на головні елементи, необхідні для живлення рослин: азот, фосфор і калій; і в меншій кількості кальцій, магній, сірка.
- Містить органічну речовину ґрунту, що покращує його структуру, здоров'я екосистеми та допомагає утриманню вологи.
- Містить здорову екосистему мікроорганізмів[5] та грибків, корисних для росту рослин.
- Містить достатню кількість мікроелементів, таких як бор, хлор, кобальт, мідь, залізо, магній, марганець, молібден, сірка і цинк.
- Кислотність в діапазоні pH від 6,0 до 7,8.
- Добра структура, що забезпечує необхідний дренаж.
- Велика товщина верхнього шару ґрунту з непошкодженою протягом тривалого часу структурою.
- Містить здорову екосистему мілких ґрунтових тварин.

У сільському господарстві родючі ґрунти зазвичай отримуються за допомогою ряду мір збереження та меліорації ґрунтів, таких як сівозміни, органічні добрива і компостування відходів, мінімальний обробіток ґрунту, сидерати, точне землеробство та інші.

## Проблематика
Родючість ґрунту – основний фактор сільськогосподарського виробництва. Однак, при інтенсивному використанні ґрунту, його показники, такі як вміст органічної речовини, поживних речовин та корисних макро- та мікроорганізмів, гіршають. Окрім того, внаслідок зміни клімату та глобального потепління, частина придатних до сільськогосподарської діяльності земель поступово знижується.
Станом на початок 2020-х в Україні було еродовано 26% ґрунтового покриву, і 15% з них потребували виведення з обробітку і консервації.
За статистикою, в світі кожну 1 хвилину втрачається придатний ґрунт площею 30 футбольних полів. 70% ґрунтів нашої планети вже знищено. З такою швидкістю на Землі придатний для землеробства ґрунт закінчиться за 60 років. Тому, практики покращення родючості ґрунтів та відновлювального землеробства особливо актуальні для забезпечення продовольчої та екологічної безпеки.

## Види родючості
Для визначення родючості ґрунтів у сільському господарстві виділяють три її види: природну, штучну та ефективну.
Природна родючість - це родючість ґрунту без антропогенного впливу, тобто створений через процеси природного ґрунтоутворення. Ґрунти з природною родючістю збереглись тільки у цілинних ділянках. Кількість родючості визначається як продуктивність фітоценозів в т/га.
Штучна родючість ґрунтів набувається через діяльність людини, а саме обробку ґрунту, меліораційні дії. Частіше така родючість проявляється у штучно створених ґрунтах для теплиць, парників або при рекультивації відвалів.
Ефективна або економічна родючість проявляється у рівні урожайності сільськогосподарських культур. Цей вид родючості залежить від характеру використання природних ґрунтів у господарстві, рівня розвитку науки.

## Фактори, що впливають на родючість ґрунту
Фактори, що впливають на родючість ґрунту включають фізичні, хімічні та біологічні фактори.

### Фізичні фактори

#### Клімат
Серед особливостей клімату, температура і опади впливають на родючість ґрунту і на врожайність сільськогосподарських культур. Парникові гази мають великий вплив на клімат, чим впливають на температуру і кількість опадів.
Підвищення температури і низька кількість опадів спричиняє посуху, що негативно впливає на родючість ґрунту і врожайність, так само, як і велика кількість опадів та повені.
Висока температура негативно впливає на вміст органічних речовин у ґрунті та на діяльність мікроорганізмів.

#### Текстура ґрунту

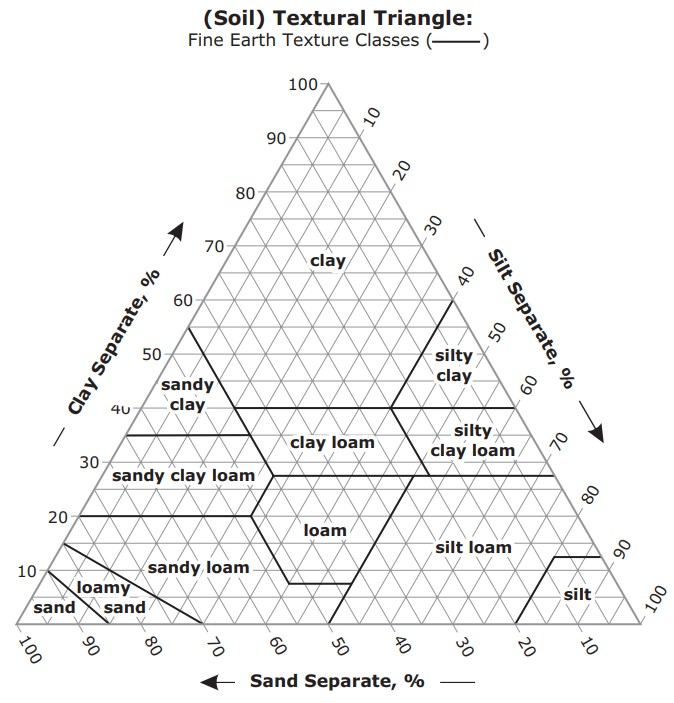
Текстурний трикутник ґрунту: тернарна діаграма, що показує відносну кількість піску, мулу та глини в кожному з 12 текстурних класів

Текстура ґрунту визначається співвідношенням часток піску, мулу та глини, і істотно впливає на родючість ґрунту та врожайність. Це впливає на водоутримувальну здатність, дренаж, аерацію та утримання поживних речовин. Наприклад, глинисті ґрунти зберігають більше вологи та поживних речовин, ніж піщані.

#### Структура ґрунту

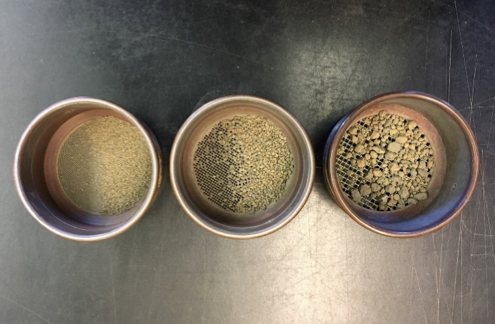
Агрегати ґрунту

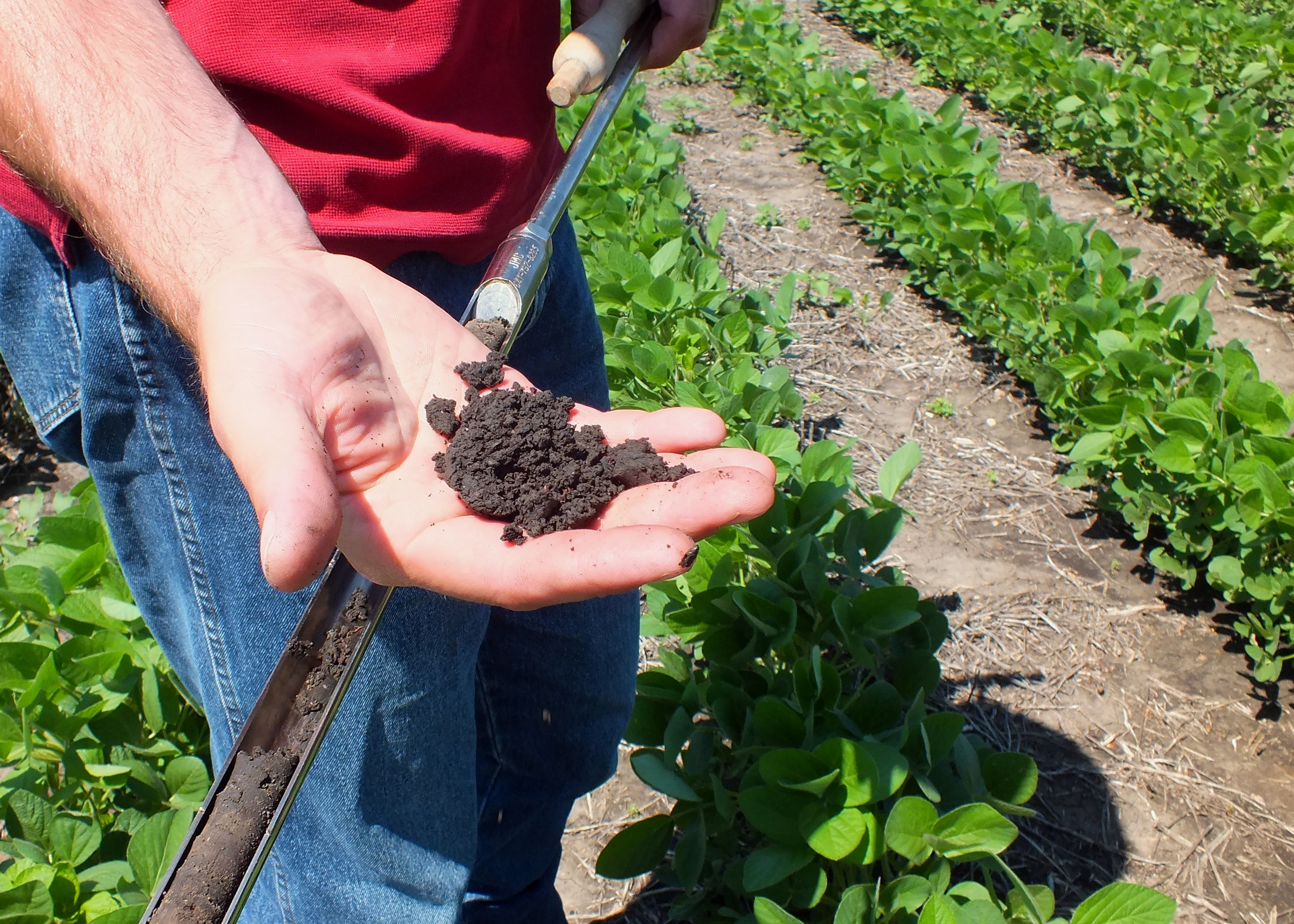
Агрегати здорового ґрунту

Структура ґрунту залежить від текстури ґрунту, а саме, від того, які стійкі агрегати утворюються з частинок ґрунту, таких як пісок, мул та глина. "Цементуючим" матеріалом є гумус і полісахариди, що виробляються мікробами. Грибки мають найбільший агрегуючий вплив, потім стрептоміцети, потім бактерії, що продукують камедь, а потім дріжджі.
Структура ґрунту має великий вплив на родючість ґрунту. Органічна речовина та методи землеробства впливають на структуру ґрунту. Ґрунт, який отримує добре розкладені органічні добрива, матиме кращі ґрунтові агрегати. Діяльність мікроорганізмів сприяє поліпшенню структури. Структура ґрунту впливає на рух води і повітря в ньому. Зерниста структура з діаметром агрегатів в пів сантиметра є прикладом хорошої структури.

#### Здатність до утримання води
Це здатність ґрунту утримувати в собі воду проти сили тяжіння та робити її доступною для рослин. Ґрунти з високою водоутримувальною здатністю можуть утримувати вологу довше, зменшуючи потребу в частому зрошенні та забезпечуючи стійкий ріст навіть в посушливі періоди. Ця здатність також допомагає запобігти ерозії ґрунту та вимиванню поживних речовин.

#### Електропровідність
Електропровідність ґрунту – це здатність ґрунту проводити електричний струм. Вона залежить від різних факторів, основними з яких є вологість та вміст солей.
Одиницею вимірювання є децисименс/м (дс/м). Засолені ґрунти мають більше 4 дс/м, а лужні солонці — менше 4 дс/м.
В засолених ґрунтах переважно присутні солі кальцію, магнію, калію та натрію. Накопичення цих солей і погане проходження води, чи сильне випаровування, сприяють розвитку засолених ґрунтів, родючість яких низька.

#### Щільність ґрунту
Щільність ґрунту вираховують діленням сухої маси ґрунту на його об'єм. Вимірюється в г/см3. Ґрунти, в яких переважають мул і глина, мають низьку щільність, а ті, в яких переважає пісок, мають високу щільність. Текстура і структура впливають на щільність ґрунту. Щільність понад 1,6 г/см3 є несприятливою для росту коренів і руху води.

### Хімічні фактори

#### pH ґрунту

Вплив pH ґрунту на доступність поживних речовин

Рівень pH ґрунту є важливим фактором його родючості. Він визначає те, як хімічні реакції та процеси протікають в ґрунті.
pH ґрунту вимірюється за шкалою від 0 до 14, де 7 – нейтральний, нижче 7 – кислий, вище 7 – лужний. Для більшості рослин оптимальним є pH 5,5-6,5.
Розчинність поживних речовин вища в кислих грунтах. Доступність таких елементів, як азот, фосфор, калій, кальцій, магній, сірка, молібден та бор знижується у сильно кислих ґрунтах. А доступність заліза, марганцю, цинку, міді та кобальту вища в ґрунтах з кислим pH.

#### Ємність катіонного обміну
Ємність катіонного обміну ґрунтів – здатність ґрунту утримувати молекули позитивно заряджених іонів – катіонів (Ca2+, Mg2+, K+ та інші), і передавати їх рослинам за потреби. Цей показник відображає здатність протистояти коливанням pH ґрунту та доступності поживних речовин.
Глина та органічні речовини є основними джерелами ємності катіонного обміну. Ємність катіонного обміну ґрунту прямо пропорційна кількості поживних речовин, які він може утримувати, тобто, чим вона вища, тим вищий рівень родючості.

#### Поживні речовини
Рослинам необхідні 18 елементів періодичної таблиці для виживання. Їх поділяють на 2 групи:
- макроелементи (N, P, K; Ca, Mg, S),
- мікроелементи (Fe, Mn, B, Zn, Cu, Mo, Cl, Na, Ni, Si, Co, Se).

##### Макроелементи
Основні 3 макроелементи, які необхідні в найбільшій кількості для рослин, це азот, фосфор та калій.
- Азот (N) необхідний для синтезу хлорофілу, білків, нуклеїнових кислот. Він сприяє інтенсивному вегетативному росту, покращує розвиток листя та стебла, та сприяє загальному здоров'ю рослин.
- Фосфор (P) необхідний для передачі енергії всередині рослини, бо він є компонентом АТФ, основної енергетичної молекули клітин.
- Калій (K) регулює різні фізіологічні процеси в рослинах, включаючи фотосинтез, поглинання та транспортування води, активацію ферментів і синтез білка.

Кальцій, магній та сірка потрібні в меншій кількості, ніж N, P, K, але в більшій, ніж мікроелементи.
- Кальцій (Ca) сприяє структурі та стабільності клітинної стінки, сприяючи росту та поділу клітин. Кальцій також регулює активність ферментів і впливає на засвоєння поживних речовин.
- Магній (Mg) є центральним компонентом молекули хлорофілу, необхідним для фотосинтезу. Він активує ферменти, що беруть участь у вуглеводному обміні та засвоєнні поживних речовин. Він також бере участь у синтезі білків.
- Сірка (S) входить до складу амінокислот, вітамінів і коферментів, необхідних для метаболізму рослин. Вона бере участь у синтезі білків, ферментів, хлорофілу; відіграє роль у метаболізмі азоту та сприяє механізмам захисту рослин від патогенів.

##### Мікроелементи
- Залізо (Fe) необхідне для синтезу хлорофілу та транспорту енергії всередині рослини. Дефіцит заліза призводить до хлорозу, коли листя жовтіє через недостатнє вироблення хлорофілу.
- Манґан (Марганець, Mn) бере участь в фотосинтезі, активації ферментів і синтезі хлорофілу. Він відіграє важливу роль у розщепленні вуглеводів і метаболізмі азоту. Дефіцит марганцю призводить до міжжилкового хлорозу та зниження росту.
- Цинк (Zn) необхідний для активації ферментів і синтезу білка. Він відіграє важливу роль у регуляції фітогормонів, формуванні пилку та розвитку насіння. Дефіцит цинку викликає затримку росту, викривлення листа та затримку цвітіння.
- Мідь (Cu) бере участь у різних ферментних реакціях, у тому числі пов'язаних з фотосинтезом, диханням та синтезом лігніну. Мідь сприяє поглинанню та транспортуванню заліза в рослині. Дефіцит міді призводить до в'янення, викривлення листа та зниження продуктивності насіння.
- Бор (B) необхідний для формування клітинної стінки, подовженню пилкової трубки та синтезу вуглеводів. Він бере участь у транспортуванні цукру та регуляції засвоєння кальцію. Дефіцит бору викликає ламкість листя, порожнисті стебла та поганий розвиток плодів.
- Молібден (Mo) є компонентом ферментів, які беруть участь у метаболізмі азоту, зокрема в перетворенні нітратів на аміак у рослинах. Він необхідний для фіксації азоту в бобових і відіграє важливу роль у формуванні пилку. Дефіцит молібдену призводить до пожовтіння старих листів.
- Хлор (Cl) бере участь у фотосинтезі, осмотичній регуляції та функції продихів. Він відіграє важливу роль у підтримці клітинного тургору та іонного балансу в клітинах рослин. Дефіцит хлору зустрічається рідко.
- Нікель (Ni) є кофактором для певних ферментів, які беруть участь в метаболізмі азоту, активності уреази та гідрогенази. Він необхідний для засвоєння та рециркуляції азоту в рослинах.
- Кремній (Si) зміцнює клітинні стінки, підвищує жорсткість рослин та їх стійкість до біотичних і абіотичних стресів, таких як шкідники, хвороби та посуха.
- Натрій (Na) відіграє незначну роль у фізіології рослин, головним чином як осмотичний регулятор у галофітів.
- Кобальт (Co) необхідний для фіксації азоту в бобових.
- Селен (Se) необхідний деяким рослинам для антиоксидантного захисту, але надмірне його поглинання може бути токсичним для рослин.

### Біологічні фактори
Біологічна активність є одним із основних показників родючості ґрунту та відіграє важливу роль у кругообігу поживних речовин, їх доступності для рослин. Мінеральний і органічний склад ґрунту та його фізико-хімічний стан регулюють чисельність і склад мікробіоценозів, у які входять бактерії, гриби, найпростіші та віруси-бактеріофаги.
Біологічні фактори включають вміст органічної речовини, екосистему мікроорганізмів та біогеохімічні цикли.

#### Органічна речовина

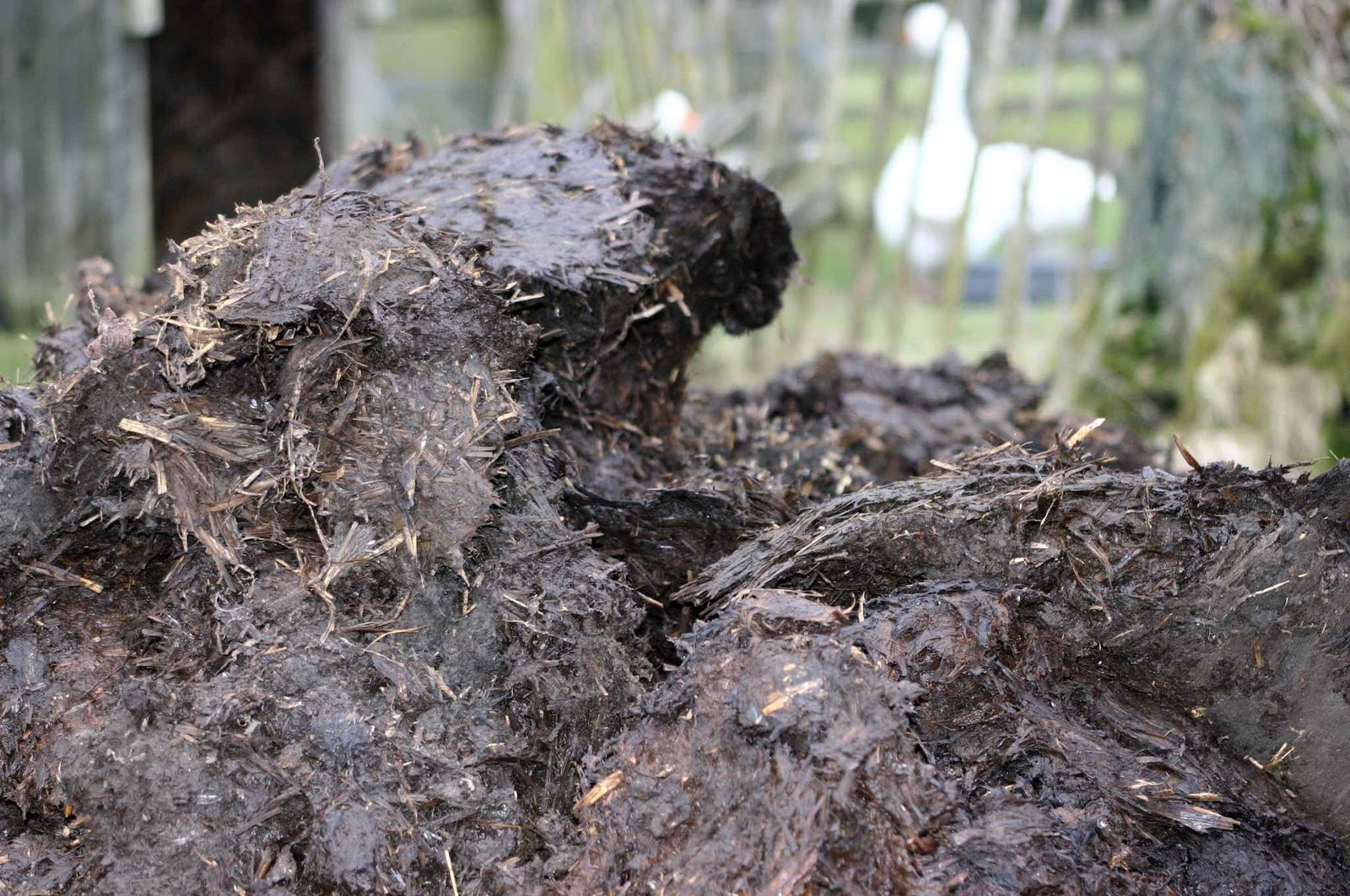
Органічна речовина

Органічну речовину ґрунту утворюють органічні рештки тіл рослин і тварин, та продукти життєдіяльності тварин. Ґрунт містить приблизно 5% органічної речовини і основна частина родючості ґрунту зумовлена саме органічною речовиною.

Склад органічної речовини ґрунту

Коли різні органічні матеріали деградують, відбувається вивільнення поживних речовин, таких як азот, фосфор і калій.
Окрім цього, органічна речовина відповідає за структуру ґрунту, утворюючи агрегати, що покращує пористість ґрунту, його аерацію, проходження води та ріст коренів.
Органічна речовина сприяє здатності ґрунту утримувати воду.

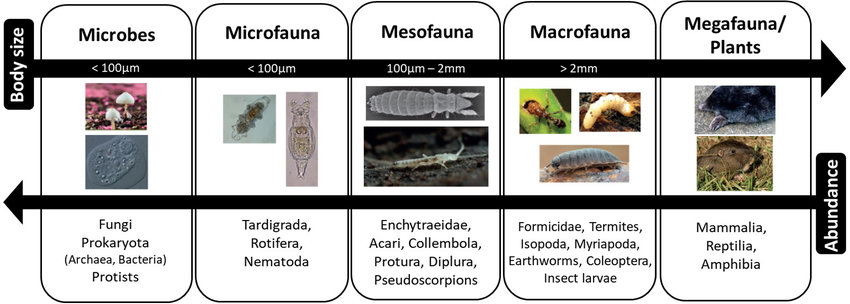
Фауна ґрунту

Органічна речовина забезпечує їжею екосистеми мікроорганізмів, таких як бактерії та грибки, а також макроорганізмів, таких як дощові черв'яки. Мікроби розщеплюють органічну речовину, вивільняючи поживні речовин для рослин.
Окрім цього, органічна речовина сприяє нормалізації pH, а також утримує вуглець в ґрунті, попереджуючи вивільнення вуглекислого газу в атмосферу.

#### Мікроорганізми

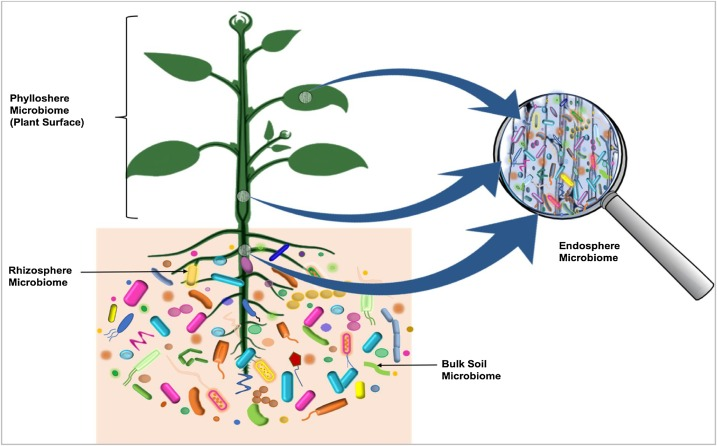
Мікробіом рослини та мікробіом ґрунту (ризосфери та навколишнього ґрунту)

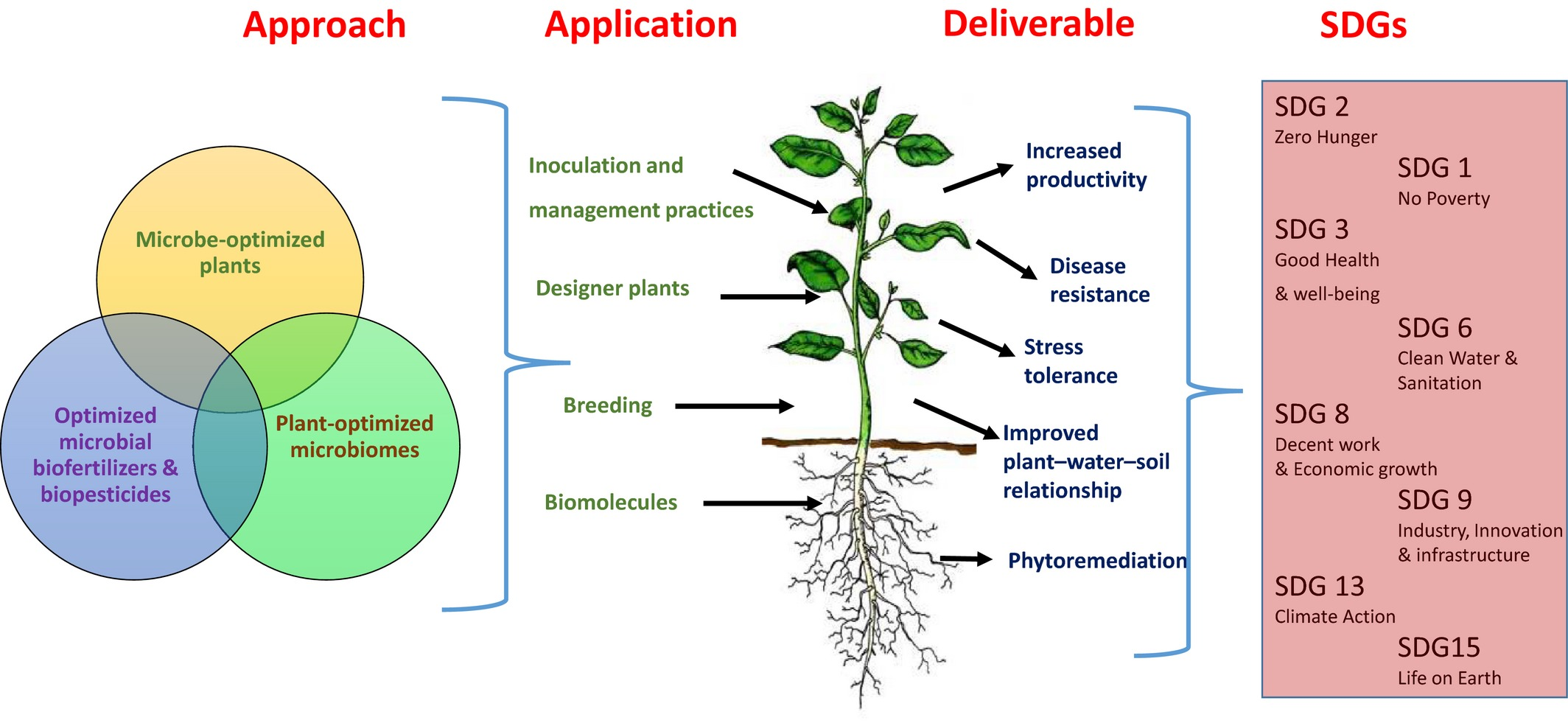
Використання мікробних технологій для покращення продуктивності сільського господарства в контексті Цілей сталого розвитку

Мікроорганізми складають 17% біомаси Землі, і ґрунт є одним з найбагатших середовищ мікроорганізмів. У ґрунті міститься широкий спектр мікробів, включаючи бактерії, грибки, віруси, археї, найпростіші тощо, причому бактерій міститься найбільше. В 1 грамі здорового ґрунту міститься приблизно 10 мільярдів мікроорганізмів (з 4000-50000 видів).
Залежно від міцності їхнього зв’язку з корінням рослин виділяють два відділи ґрунту: ґрунт ризосфери та навколишній ґрунт. Поблизу ризосфери міститься в 10-100 разів більше мікроорганізмів, ніж у навколишньому ґрунті.
Мікроорганізми відіграють фундаментальну роль у родючості ґрунту, сприяючи розкладу органічної речовини і кругообігу поживних речовин, продукції корисних біомолекул і загальному здоров'ю ґрунту. Вони утворюють складні спільноти в екосистемі ґрунту, знані як мікробіом (мікробіота) ґрунту.
Однією з основних функцій мікроорганізмів, в контексті родючості ґрунту, є кругообіг поживних речовин, коли вони розщеплюють органічну речовину та вивільняють поживні речовини, такі як азот, фосфор та інші, у формах, які можуть бути поглинені рослинами. Цей процес сприяє постійному та рівномірному надходженню поживних речовин рослинам і підтримує родючість ґрунту. Азот-фіксуючі, фосфат-мобілізуючі та калій-мобілізуючі види бактерій є прикладами таких мікроорганізмів.
Крім цього, мікроорганізми сприяють утворенню агрегатів ґрунту, виділяючи липкі речовини (гумус, полісахариди), які з'єднують частинки ґрунту. Це покращує пористість, аерацію, проходження води і ріст коренів.
Здоровий різноманітний мікробіом утворює широкий спектр корисних біомолекул: ферментів, фітогормонів, метаболітів, сприяючи родючості ґрунту, толерантності до стресів та покращенню архітектури коренів. Деякі дослідження показали, що мікробіом ризосфери може виділяти в 60 разів більше регуляторів росту та фітогормонів (таких як ауксини, гібереліни, цитокініни та інші), ніж сама рослина.
Мікроорганізми також відіграють вирішальну роль у придушенні хвороб, що передаються через ґрунт, витісняючи патогени та виробляючи антимікробні сполуки та стимулятори захисту рослин.
Крім того, мікроорганізми сприяють розкладанню органічних забруднювачів і нейтралізації шкідливих токсичних речовин у ґрунті, сприяючи здоров'ю довкілля та стійкості екосистем. У випадку значного забруднення ґрунту токсичними матеріалами, необхідно застосовувати препарати мікроорганізмів, які здатні розкладати токсичні речовини в поєднанні з біодобривами для створення високого вмісту корисної мікробіоти у ґрунтах.
Мікоризи – симбіоз грибків і коренів рослин, можуть підвищувати родючість ґрунту шляхом покращення поглинання поживних речовин, зокрема фосфору та мікроелементів із ґрунту. Вони поєднуються з кореневою системою рослин і обмінюються з ними речовинами у взаємовигідних умовах. Окрім того, ці грибки також грають важливу роль в агрегації ґрунту.
Молекулярно-біологічні методи (такі, як метагеноміка та інші) використовуються для аналізу складу та активності мікробіому ґрунту, а біодобрива, органічні добрива та біочар – для управління складом, кількістю та різноманіттям мікроорганізмів ґрунту, задля покращення здоров'я та родючості ґрунту, збільшення врожайності та мінімізації негативного впливу на довкілля.

#### Біогеохімічні цикли

Азотний цикл

Біогеохімічні цикли є важливими процесами, що регулюють рух поживних речовин в екосистемах, глибоко впливаючи на родючість ґрунту та здоров'я екосистем. Ці цикли включають кругообіг таких елементів, як азот, фосфор, вуглець, сірка, та інші. Мікроорганізми відіграють ключову роль у посередництві цих циклів, сприяючи доступності поживних речовин, родючості ґрунту та загальному функціонуванню екосистеми.

## Причини зменшення родючості
Основними причинами є надмірне порушення структури ґрунту (оранка), недотримання сівозмін, надмірне використання синтетичних добрив, пестицидів та гербіцидів, які накопичуються в ґрунтів і руйнують здорову екосистему ґрунту; ерозія, засолення.

### Недотримання сівозмін
Монокультура та монотонні сівозміни виснажують ґрунти. Це стосується як монокультур, коли на тому ж полі вирощують один вид рослин протягом тривалого часу, так і неправильно спланованих ротаційних систем, коли вирощують тільки певні культури без врахування їх впливу на ґрунт. Недотримання правильних сівозмін може призвести до деградації ґрунту через виснаження його поживних речовин, збільшення шкідливих організмів та хвороб, зміни структури ґрунту, ерозії та втрати врожаю.

### Оранка та обробіток важкою технікою
Недоліками оранки, окрім значних витрат часу, праці та ресурсів, та водної та вітрової ерозії, є деградація ґрунтів, особливо верхнього родючого шару.
Також, здорова екосистема мікроорганізмів ґрунту включає аеробні (необхідний кисень) та анаеробні (необхідна відсутність кисню) види мікроорганізмів. В здоровому ґрунті аеробні розміщуються у поверхневих шарах ґрунту, а анаеробні – у глибших шарах. Оранка призводить до перемішування цих шарів і загибелі здорових мікроорганізмів, що сформувалися в ґрунті.
Постійне застосування глибокої оранки робить грунт беззахисним перед впливом зовнішнього середовища. Наслідком цього є мінералізація органічної речовини і ерозійні процеси. Верхній шар з року в рік перебуває в зруйнованому стані, тому що в періоди між оранкою ні мікроорганізми, ні структура ґрунту не встигають відновлюватись.
Обробіток важкою технікою, до того ж, значно ущільнює ґрунт, що погіршує циркуляцію повітря в верхніх шарах грунту і, як наслідок, здоров'я екосистеми ґрунту.

### Пестициди, фунгіцили, гербіциди
Хоча пестициди використовують у третині сільськогосподарської продукції світу, і без них було б неможливо задовольняти попит на їжу в світі так, як це робиться зараз, постійне чи неконтрольоване використання засобів захисту, таких як пестициди, може призвести до виснаження корисних організмів в ґрунті, як-то дощових черв'яків, мікроорганізмів та грибків, які необхідні для кругообігу поживних речовин і підтримки структури ґрунту. Крім того, пестициди можуть також забруднювати ґрунтові води, впливати на рівні pH ґрунту та на доступність поживних речовин. І також, вони є шкідливими для здоров'я людей, як через забруднення їжі, так і через забруднення довкілля.
Про значні випадки забруднення довкілля пестицидами повідомлялось у понад 20% країн у глобальному дослідженні щодо використання пестицидів у сільському господарстві. Вважається, що такі гербіциди, як трифлуралін, триазини та нікотинові інсектициди, завдають шкоди біорізноманіттю на суші та у воді, навіть у сублетальних дозах. Надмірне використання гліфосатів потенційно може погіршити здоров'я екосистеми та вплинути на біорізноманіття. Агрохімікати, зокрема пестициди широкого спектру дії, знищують нешкідників, корисних комах і загальне біорізноманіття, викликаючи кризу втрати біорізноманіття та порушення функцій екосистеми. Піретроїди, імідазольні фунгіциди та неонікотиноїдні інсектициди шкідливі для медоносних бджіл. За оцінками, з 2006 року світова популяція медоносних бджіл скорочується на 29–36% на рік. Спостерігалося чотирикратне зниження продуктивності та прибутку ферми на фермах, де яблуні не мали медоносних бджіл, порівняно з тими, де вони були; та двократне на фермах без джмелів порівняно з тими, де вони були. Середній прибуток у господарствах із встановленими колоніями запилювачів був у 2,5 рази вищим, ніж у тих, які не мали запилювачів. Втрата природніх хижаків, які є важливими агентами для біологічного контролю шкідників, загострює проблеми зі шкідниками та збільшує дозування та кількість пестицидів, що призводить до несприятливих наслідків для сталого управління шкідниками.
Огляд 400 досліджень впливу пестицидів на 2842 параметри ґрунтових організмів показує, що пестициди вплинули на 70,5% параметрів здоров'я ґрунтових екосистем. Найбільший вплив мали інсектициди, за ними йшли фунгіциди, потім гербіциди та бактерициди. Застосування агрохімікатів негативно впливає на корисні мікроорганізми, такі як азотфіксуючі ризобактерії та фосфат-мобілізуючі бактерії, які необхідні для біотрансформації поживних речовин у ґрунті. Інсектициди, такі як монокротофос, ліндан, дихлофос, ендосульфан, малатіон і хлорпірифос, а також більшість фунгіцидів і гербіцидів на основі міді, таких як триазини, алахлор, атразин, паракват і гліфосат, значною мірою змінюють симбіотичну асоціацію ґрунтових мікробів з рослинами, впливаючи на їх здатність фіксувати поживні речовини та розчиняти їх. Органофосфати, а саме фосфамідон, малатіон і паратіон, пригнічують життєдіяльність корисних Azotobacter. Хлорпірифос впливає на функціонування Pseudomonas fluorescens, Bacillus subtilis, Mycobacterium phlei, Trichoderma harzianum, Penicillium expansum.
Агрохімікати також змінюють активність ґрунтових ферментів і перешкоджають мікробному метаболізму. Ферментативна активність ґрунту є важливим біоіндикатором здоров’я та родючості ґрунту. На функції інвертази та дегідрогенази серйозно впливають гербіциди атразин та метолахлор відповідно. Фунгіциди беноміл, манкоцеб, тирам і тридеморф пригнічують активність дегідрогенази, уреази і фосфатази. Крім того, агрохімікати, особливо пестициди, призводять до швидкого розмноження та розквіту нецільових мікроорганізмів. Про це явище свідчить швидке зростання активності бактерій у ґрунті, про яке повідомляють у регіонах застосування фунгіцидів. У всьому світі також широко повідомляється про загальне зменшення багатства ґрунтових мікробних видів і ґрунтових безхребетних через надмірне використання пестицидів.
Ґрунтові безхребетні забезпечують такі ключові для родючості функції, як підтримка структури ґрунту, переробка поживних речовин, мінералізація органічної речовини та регулювання шкідників і хвороб, і є важливими для стійкості сільського господарства. Основну загрозу для ґрунтових безхребетних становить неонікотиноїдна група інсектицидів (на які припадає 92% токсичності для безхребетних) і фунгіцидів. Повідомлялося про значний вплив на смертність, чисельність і біомасу внаслідок застосування пестицидів у кільчастих червів, нематод, членистоногих, джмелів і ос. На дощових черв’яків, які складають понад 80% популяції безхребетних у ґрунті, впливають фунгіциди та пестициди на основі міді, такі як карбамати, хлорпірифос та фосфорорганічні речовини. Комбінація інсектицидів і фунгіцидів викликає нейротоксичну дію на дощових черв'яків.
Поширення та стійкість агрохімікатів у довкіллі є ще однією проблемою. За оцінками, лише 0,1% від загальної кількості застосованих пестицидів досягають цільового шкідника чи бур’яну. Решта поширюється в довкіллі через розбризкування, осадження поза цільовими межами та стікання, завдаючи незворотної шкоди екосистемам і природним ресурсам. Пестициди в навколишньому середовищі зазнають деградації, утворюючи при цьому нові хімічні речовини. Поведінка різних типів агрохімікатів у навколишньому середовищі дуже різна. Хлорорганічні сполуки є стійкими, міцно зв’язуються з частинками ґрунту та схильні до біоакумуляції (накопичення в живих організмах). Розкладений хлорпірифос більш токсичний і рухливий, ніж його вихідна сполука. Вони розчинні та стійкі, і, швидше за все, вимиваються в ґрунтові води та забруднюють водойми, впливаючи на водне біорізноманіття. Вони також впливають на ґрунтові мікроорганізми, погіршуючи стан ґрунту. Повідомляється, що деякі хлорорганічні речовини пригнічують симбіотичну фіксацію азоту. Органофосфати мають низьку стійкість у довкіллі, але є гостротоксичними.
Іншим поширеним ризиком надмірного використання пестицидів є розвиток резистентності (стійкості) цільових шкідників і бур’янів, що спонукає до застосування вищих доз.

### Синтетичні добрива
Синтетичні (хімічні) добрива відіграють важливу роль у підвищенні продуктивності сільськогосподарських культур і родючості ґрунту. Однак безперервне використання хімічних добрив призводить до зниження вмісту органічної речовини в ґрунті, у поєднанні з погіршенням якості ґрунту.
Постійне чи надмірне використання синтетичних добрив порушує баланс корисних мікроорганізмів, грибків та органічних речовин у ґрунті. Це вимагає ще більше добрив, щоб досягти тих же результатів наступного року, що замикає порочне коло.
Крім того, внаслідок порушень здоров'я екосистеми ґрунту, виникає потреба у використанні пестицидів та гербіцидів для боротьби з бур’янами та жуками, з якими справляється здорова екосистема. Це ще більше порушує здорову екосистему ґрунту і, як наслідок, значно зменшує родючість.
Надмірне використання хімічних добрив ущільнює ґрунт, знижує родючість ґрунту, забруднює повітря, воду та ґрунт, а також зменшує важливі поживні речовини ґрунту. Використання лише хімічних добрив може збільшити кількість шкідників, підкислення ґрунту та ґрунтову кірку, що призводить до зменшення органічних речовин, гумусу, корисних організмів, затримки росту рослин і навіть стає причиною викидів парникових газів.
Невикористані рослинами та мікроорганізмами синтетичні добрива накопичуються в ґрунті і потрапляють в ґрунтові та навколишні води, забруднюючи їх та шкодячи екосистемам.
Щоб зменшити шкідливий вплив хімічних добрив, використовують органічні добрива (компост, гній та інші). Вони покращують фізичні властивості ґрунту та покращують біологічний вміст ґрунту, який сприяє споживанню макро та мікроелементів, накопичених в надлишку в ґрунті. Також використовують біодобрива.

### Нестача органічних добрив
Органічні добрива — добрива, що містять елементи живлення рослин переважно у формі органічних сполук. До них відносять гній, компости, торф, тирса, солома, зелене добриво, мул (сапропель), промислові та господарські відходи та інші.
Органічні добрива не тільки містять велику кількість поживних речовин, таких як азот, фосфор та калій, а ще й значно сприяють утриманню вологи в ґрунті, покращують його структуру, що сприяє кращому проникненню води та повітря до кореневої системи, та стимулюють розвиток та активність корисних мікроорганізмів, які розкладають органічну речовину і забезпечують доступ рослин до поживних елементів.

## Покращення родючості ґрунту
У світі існує велика кількість деградованих земель, які потребують відновлення родючості ґрунту для задоволення поточних і майбутніх потреб, зокрема, у продовольчій безпеці.
У процесі використання ґрунтів необхідно постійно підтримувати та покращувати характеристики родючості. Зміна людиною природних властивостей ґрунтів для  підтримання високого рівня родючості називається окультуренням ґрунтів. Найкращі результати в підвищенні родючості ґрунту досягаються при регулярному тестуванні ґрунту та персоналізованому управлінні фізичними, хімічними та біологічними факторами родючості ґрунту.

### Стратегія сівозмін

Сівозміни та їх вплив на поживні речовини ґрунту

Сівозміна — це традиційна практика в багатьох культурах і один із найефективніших способів підтримки родючості ґрунту.
Чергування посівів у послідовні сезони запобігає накопиченню шкідників і хвороб, і підвищує вміст поживних речовин у ґрунті. Кожна культура забирає з ґрунту різний спектр елементів та сприяє розвитку певних мікроорганізмів, грибків та тварин.

### Органічні добрива

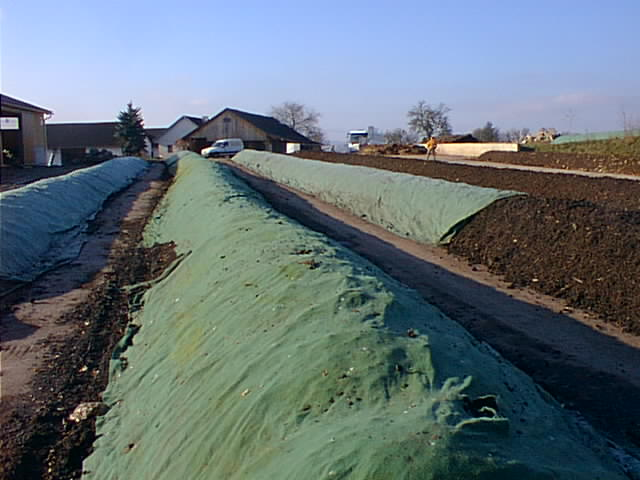
Компост

Органічні добрива — добрива, що містять елементи живлення рослин, тварин ґрунту та мікробіому, переважно у формі органічних сполук. До них відносять гній, компости, торф, тирса, солома, зелене добриво, мул (сапропель), харчові та господарські відходи, та інші.
Використання компосту, гною або інших органічних матеріалів може значно покращити структуру ґрунту, здатність утримувати воду та вміст поживних речовин. Це не тільки живить ґрунтові мікроорганізми, але й забезпечує поживними речовинами рослини.
Мультиоміксне дослідження структури агроекосистеми, опубліковане в PNAS в 2020 році, виявило, що органічний азот є ключовим компонентом, який сприяє врожайності сільськогосподарських культур за умови соляризації ґрунту, навіть при наявності неорганічного азоту.

### Зберігаючий обробіток ґрунту

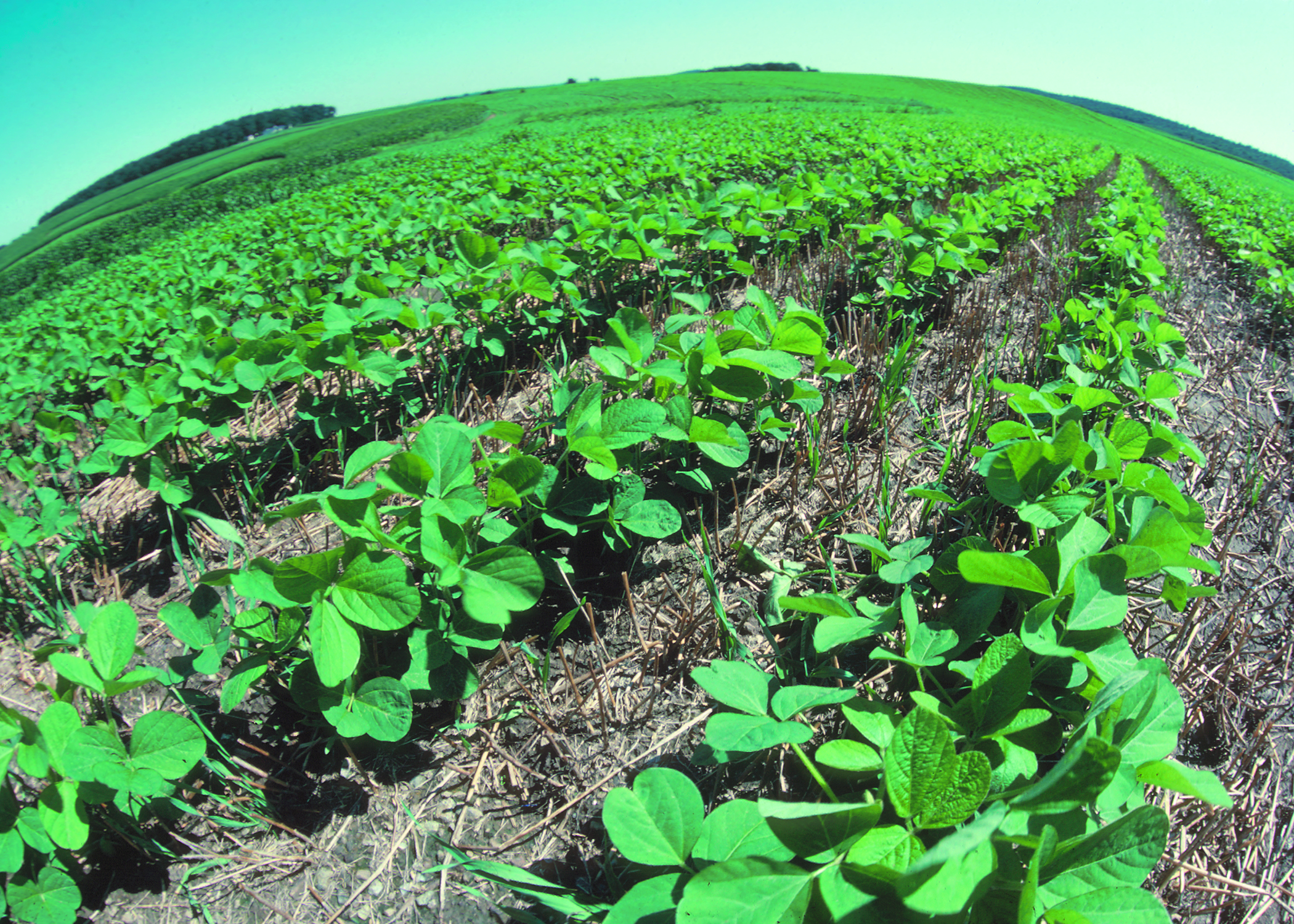
Вирощування сої за системою нульового обробітку грунту (No-till)

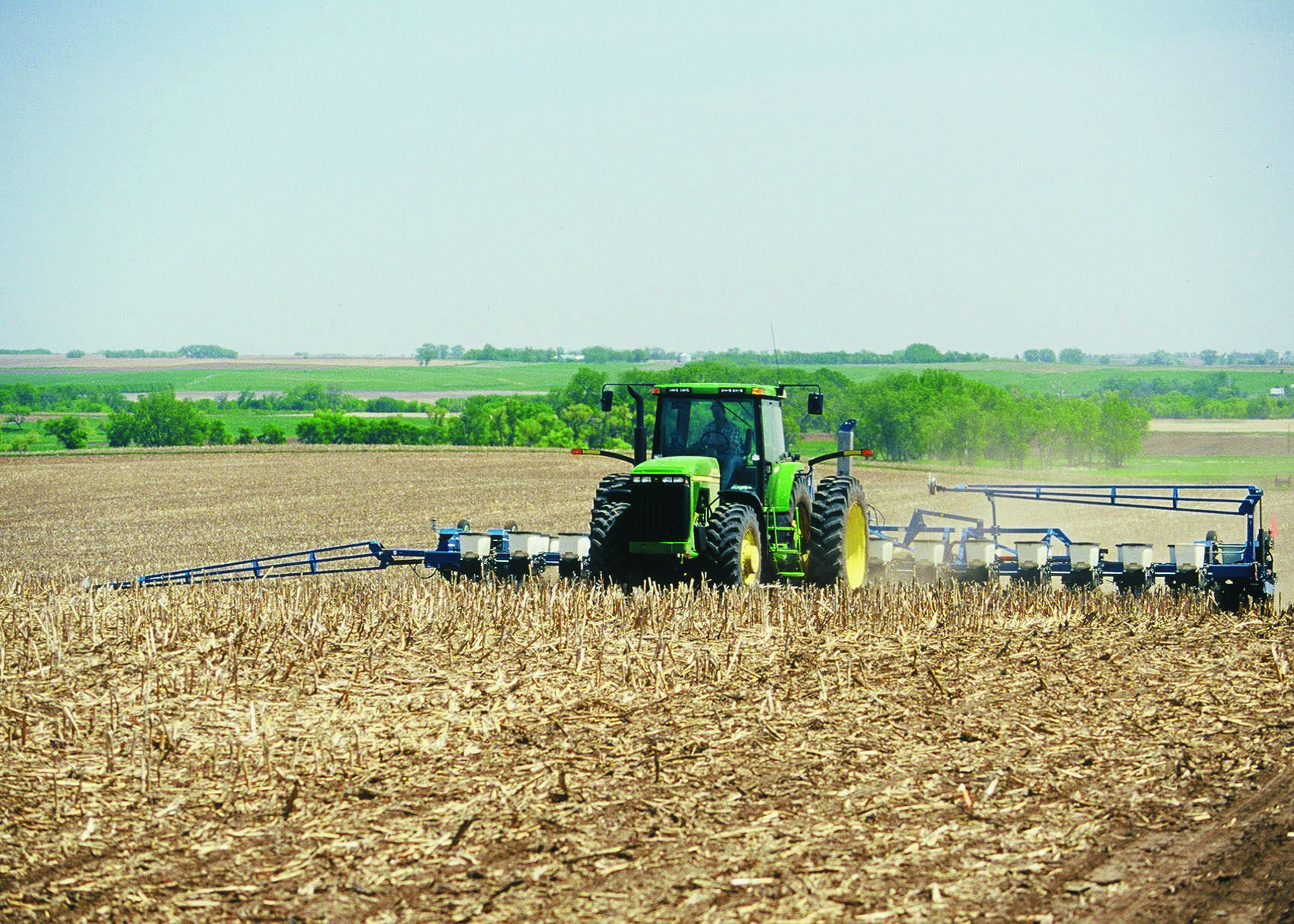
No-till

Система нульового обробітку землі, також знана як No-Till, — сучасна система ґрунтозахисного землеробства, за якої висаджування насіння відбувається у необроблений ґрунт шляхом нарізання борозни потрібної ширини і глибини, достатньої для заглиблення насінини. Інші види обробітку не застосовуються. Допускається лише обробіток підпосівного шару у разі його переущільнення, але такий обробіток проводиться спеціальними знаряддями, і надґрунтовий рослинний покрив у цей час не порушується. Обов'язковим елементом нульових технологій обробітку є постійний рослинний покрив з живих або мертвих (стерня або мульча) рослин. Оскільки верхній шар ґрунту не пошкоджується, така система землеробства запобігає водній та вітровій ерозії ґрунтів, а також зберігає екосистеми анаеробних мікроорганізмів ґрунту, значно краще зберігає воду, покращує родючість, біорізноманіття, зменшує викиди CO2 в атмосферу і зменшує витрати виробництва.
Технологія Mini-till – це безплужна система обробітку ґрунту, яка складається лише з мінімального поверхневого обробітку ґрунту (без перевертання скиби), що передбачає змішування тільки його поверхневих шарів. Ця технологія зберігає структуру ґрунту, запобігає розпаду гумусу, зберігає мікро- та мезофауну та умови для їх розвитку, а також зменшує ущільнення, покращує пружність та водний баланс, захищає від ерозії і забезпечує швидкий та якісний процес нітріфікації.

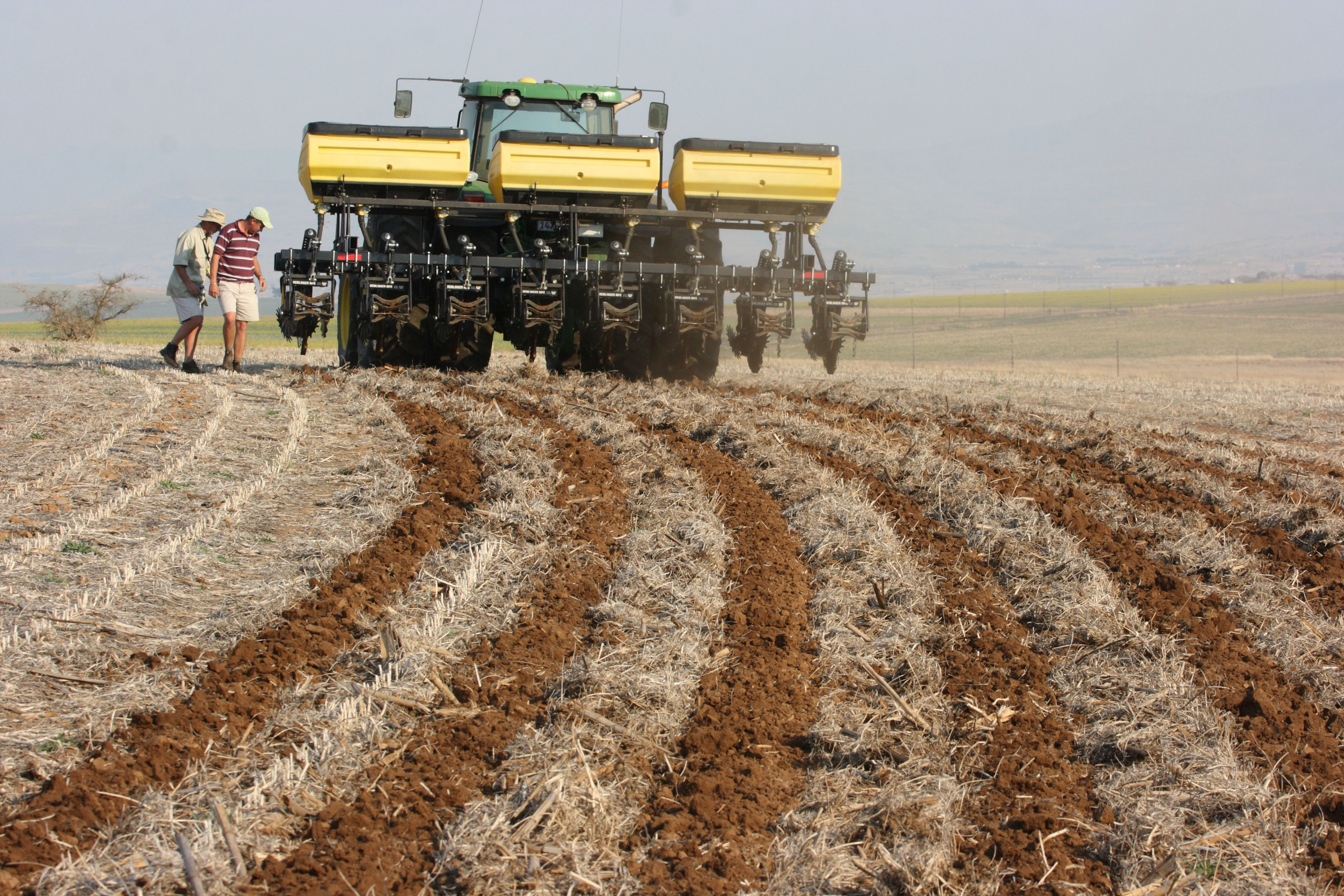
Strip-till

Технологія Strip-till — це спосіб обробки, що передбачає нарізання ґрунту смугами. Водночас вносяться органічні добрива в підкореневий шар. Грунт між рядками залишається незайманим. Для досягнення максимальної ефективності проводиться восени.

### Мульчування
Мульчування — залишення на поверхні ґрунту післяжнивних решток, або додаткове нанесення на поверхню ґрунту органічних матеріалів, таких як солома, деревна стружка або листя, може захистити ґрунт від ерозії, зберегти вологу, зменшити бур’яни та покращити стан ґрунту під час розкладання мульчі.

### Точне землеробство і робототехніка
Основна стаття — Точне землеробство.
Впровадження сучасних сенсорних технологій, таких як картографування ґрунту, датчики вологості, поживних речовин і рН, та змінні норми внесення можуть допомогти фермерам ефективніше застосовувати воду, добрива та засоби захисту, — там, де це дійсно потрібно, що попереджує надлишок внесення і з часом призводить до покращення стану ґрунту.

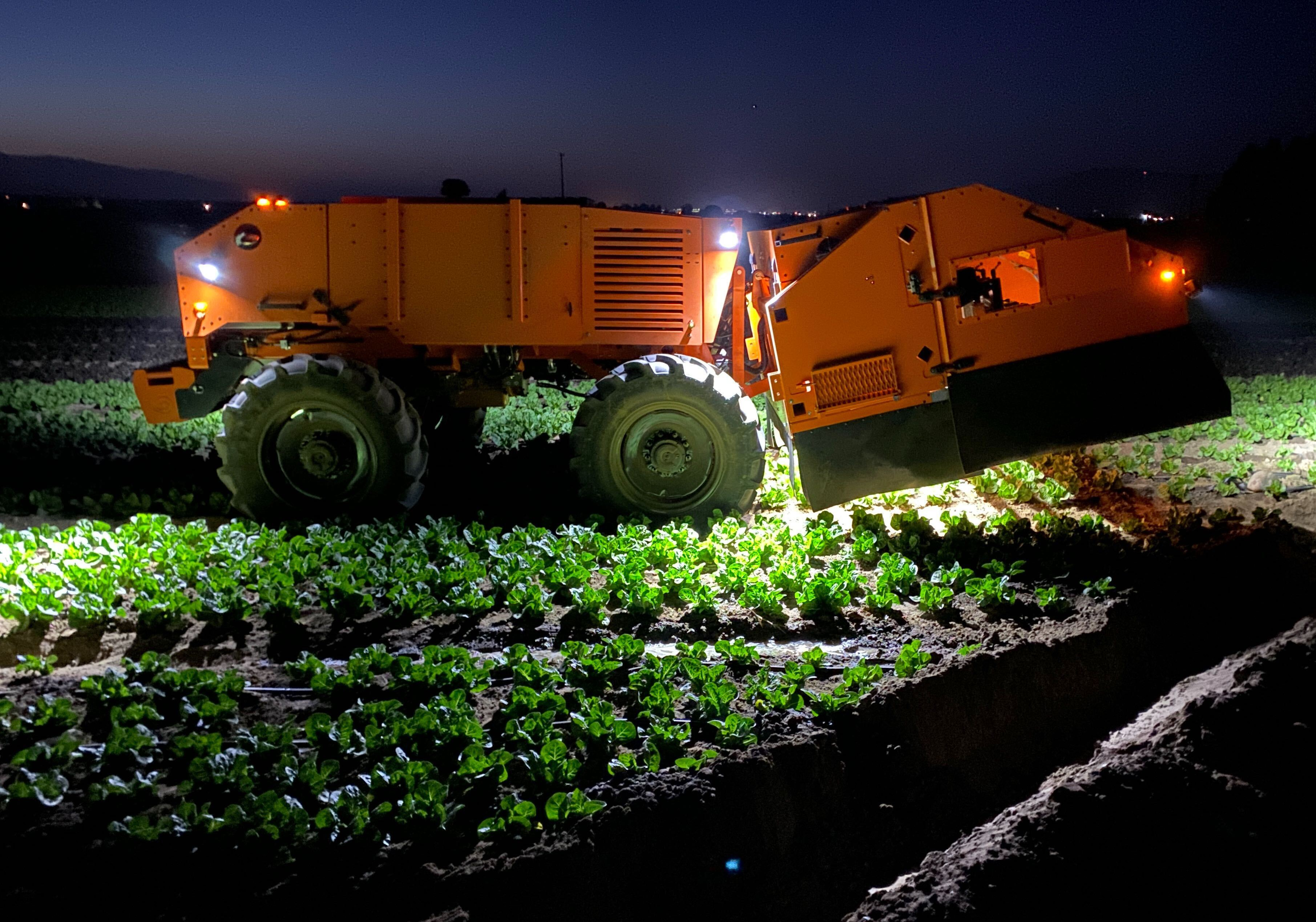
Titan FT-35 від FarmWise — автоматизований робот-прополювач

Сільськогосподарські роботи, які є легшими за велику сільськогосподарську техніку, сприяють зменшенню ущільнення ґрунту. Широкий спектр роботів для видалення бур'янів лезами, лазерами та їх комбінаціями, сприяють зменшенню використання гербіцидів, що покращує стан екосистем ґрунту.
Сільськогосподарські дрони та роботи з комп'ютерним зором здатні більш точно виявляти проблеми, і також більш точно розпилювати засоби захисту, мінімізуючи їх негативний вплив на довкілля і родючість.

### Органічне землеробство
Вважається, що найефективнішою ґрунтозахисною технологією є органічна система землеробства, яка дозволяє досягти збільшення виробництва сільськогосподарських культур, відновити та покращити якість ґрунту. Це пов’язано з тим, що при розкладанні органічна речовина поступово вивільняє макро- та мікроелементи в ґрунт, які стають доступними для рослин протягом усього періоду росту, сприяючи більшому засвоєнню поживних речовин і покращуючи властивості ґрунту.
За іншими оцінками, при органічному землеробстві врожайність культур є трохи нижчою і може сягати 90-100% від врожайності інтенсивного землеробства; але значно покращується здоров'я та родючість ґрунту, та значно зменшуються витрати.
16-річне дослідження застосування органічного землеробства показало значне підвищення середнього вмісту загального органічного вуглецю, загального азоту, розчиненого органічного вуглецю та розчиненого органічного азоту. Зразки ґрунту показали значно вищу активність дегідрогенази та лужної фосфатази, а також вміст легко екстрагованого гломалін-спорідненого ґрунтового білка, покращення балансу органічної речовини ґрунту та значення рН, збільшення рівня гумусу, порівняно з неорганічною системою обробітку. Методи органічного землеробства змінюють спільноту ґрунтових бактерій, покращуючи якість ґрунту та врожайність навіть за умови посухи. Результати показують зміни у спільноті ґрунтових бактерій, серед яких найпоширенішими типами були Acidobacteria, Firmicutes, Nitrospirae та Rokubacteria, які пов’язані з підвищенням врожайності. Також, за органічної системи землеробства зберігається вологість ґрунту у середньому більш ніж на 28–32% порівняно з ґрунтом, який перебуває під інтенсивним землеробством. Коефіцієнт структурності ґрунту у шарі 0–10 см при органічному землеробстві дорівнював 9,9, що практично вдвічі вище у порівнянні з інтенсивною системою – 4,62; а коефіцієнт водостійкості структурних агрегатів теж майже а 2 рази вищий – 10 проти 5,2.

### Відновлювальне землеробство
Основні статті — Відновлювальне землеробство, Пермакультура, Стале сільське господарство, Біодинамічне сільське господарство.
Відновлювальне сільське господарство (регенеративне сільське господарство) має на меті відновлення та покращення здоров’я екосистем, зосереджуючись на здоров’ї та родючості ґрунту, біорізноманітті та кругообігу води. Основні практики та технології включають:
- Сидерати та мульчування
- Ґрунтозахисне землеробство (No-till, Strip-till, Mini-till)
- Біодобрива
- Біочар (біовугілля)
- Агролісомеліорація
- Використання органічних добрив і мінімізація синтетичних добрив та засобів захисту
- Інтегрований захист рослин
- Арбускулярні мікоризи

#### Сидерати (покривні культури)

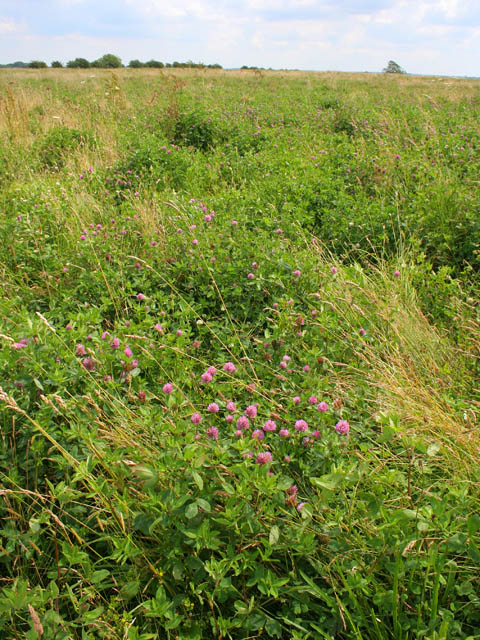
Поле засіяне конюшиною – дворічним сидератом з родини Бобових

Сидера́ти (покривні культури, зелені добрива) — рослини, які тимчасово вирощують на вільних ділянках ґрунту з метою поліпшення структури ґрунту, збагачення його азотом та пригнічення росту бур'янів.
Покривні культури є ключовою практикою відновлювального землеробства та органічного землеробства, оскільки вони зменшують ерозію, покращують структуру ґрунту, збільшують органічні речовини та допомагають утримувати воду та поживні речовини.
У сидератів добре розвинена та сильно розгалужена коренева система, яка сприяє поліпшенню структури ґрунту: проникаючи глибоко в нього, вона розрихлює та збагачує повітрям важкі глинисті ґрунти та підтримує від вимивання легкі, піщані. Сидерати родини бобових живуть у симбіозі з азотфіксуючими бактеріями, які переводять атмосферний азот у зв'язаний стан, що робить його доступним для споживання рослинами. При використанні сидератів, кількість азоту, доступного для подальших культур зазвичай становить 40-60 % від загальної кількості азоту, що містився в сидератній культурі.
Окрім покращення здоров'я та родючості ґрунту, сидерати мають потенціал для зниження рівня забруднювачів (метали, органічні забруднювачі, нітрати, пластмаси, солі) у сільськогосподарських ґрунтах та продуктах.

#### Використання біодобрив
Біодобрива — це добрива, що містять живі мікроорганізми. При нанесенні на насіння, поверхню рослин або ґрунт вони колонізують ризосферу рослини та сприяють росту, збільшуючи надходження або доступність основних поживних речовин для рослини-господаря.
Станом на початок 2010-х в світі було зареєстровано понад 150 мікробних видів для використання в сільському господарстві. Перспективними є ті, які збільшують врожайність за рахунок покращення живлення рослин (інокулянти), і ті, які зменшують втрати врожаю через шкідників (біоконтроль).
Серед інокулянтів дві основні групи це азот-фіксуючі бактерії та фосфатмобілізуючі бактерії (ті що розчиняють фосфати). Також існують змішані препарати, які містять різні види бактерій. Використання деяких біоінокулянтів давало в середньому від 2:1 до 5:1 ROI, як зазначено в дослідженні 2016 року.
Одним з основних механізмів корисної дії бактерій є виділення ними летких органічних сполук (ЛОС). Ці сполуки слугують сигнальними молекулами, що впливають на фізіологічні процеси рослин. ЛОС ризобактерій (бактерій що живуть навколо кореня – в ризосфері) мають значний потенціал для сталого управління сільським господарством, оптимізації доступності поживних речовин, підвищення родючості ґрунту та вирішення екологічних проблем. Вони сприяють захисту рослин від шкідників і хвороб, покращують родючість ґрунту та стимулюють ріст рослин. Вони також відіграють важливу роль у відповіді рослин на екологічні виклики, включаючи біотичні та абіотичні стресові фактори.

#### Біочар (біовугілля)

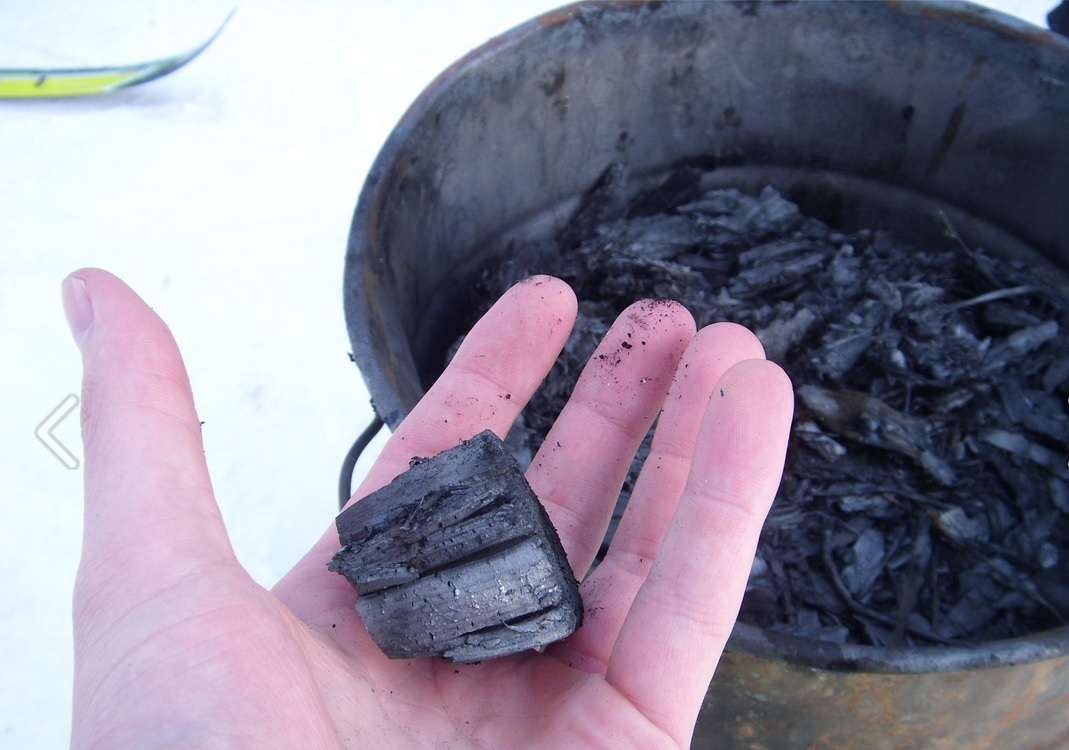
Біовугілля (біочар), виготовлене із залишків деревини

Біочар (біовугілля) може підвищити родючість ґрунтів і збільшити продуктивність сільського господарства.
Біочар — це стабільна тверда речовина, яка багата пірогенним вуглецем і може зберігатися в ґрунті тисячі років, сприяючи покращенню родючих властивостей ґрунту, завдяки своїх пористій структурі, що насичує киснем ґрунт, сприяє секвестрації (затримці) вуглецю в ґрунті, затримує в собі воду, і є ідеальним середовищем для розвитку необхідних мікроорганізмів, що є основою здорової екосистеми ґрунту. Ці покращення підвищують стійкість сільськогосподарських культур до посухи, ерозії ґрунту та втрати поживних речовин. На ефективність біочару впливають такі фактори, як тип сировини, умови піролізу та норми внесення.
Додавання біочару є вирішальним фактором для покращення біомаси ґрунту, активності ґрунтових ферментів, мікробної біомаси та покращення рівня використання поживних речовин у ґрунті.

#### Агролісомеліорація та полезахисні лісосмуги

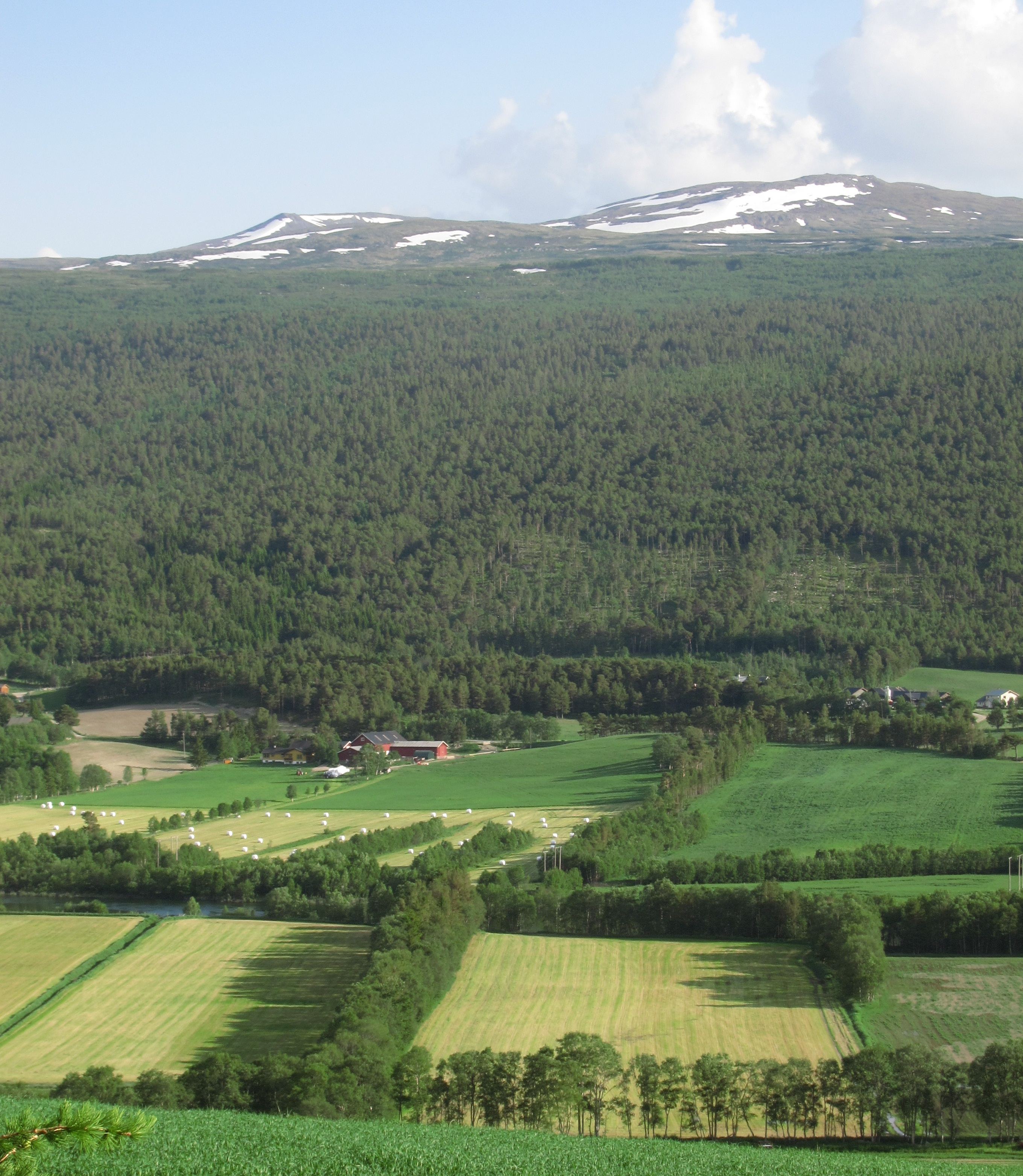
Лісосмуги між полями

Лісосмуги захищають поля від вітряної ерозії верхнього шару ґрунту, покращують мікроклімат агробіоценозів, допомагають утворювати стабільні екосистеми та зменшують забруднення.
Агролісомеліорація — практика інтеграції дерев або кущів із сільськогосподарськими культурами чи системами тваринництва може значно підвищити родючість ґрунту. Дерева постачають органічну речовину (листовий опад), зменшують ерозію, а їхнє глибоке коріння може витягувати поживні речовини з глибини ґрунту. Агролісомеліорація робить значний внесок у підтримання родючості ґрунту, покращуючи ємність катіонного обміну, насипну щільність, структуру, рН, вміст гумусу, органічного вуглецю, загального азоту, доступного фосфору та калію; може змінювати здатність ґрунту утримувати вологу та доступну водну ємність. Внесок агролісомеліорації у підтримання біологічної родючості ґрунту проявляється у збільшенні популяції ґрунтових організмів та їх біомаси, а також популяції наземної ґрунтової фауни.
Лісопасовище (silvopasture) – це практика інтеграції дерев, посівів та випасу тварин у взаємовигідний спосіб.

#### Інтегрований захист рослин
Інтегрований захист рослин (ІЗР) — це стійкий підхід, який відіграє ключову роль у підвищенні родючості ґрунту шляхом зменшення залежності від хімічних пестицидів, гербіцидів, фунгіцидів та інсектицидів. Ці хімічні речовини, хоч і ефективні в боротьбі зі шкідниками, можуть погіршити здоров’я ґрунту, порушити мікробні спільноти та, зрештою, поставити під загрозу родючість ґрунту. Інтегрований захист рослин об’єднує біологічні, культуральні, механічні та хімічні методи боротьби зі шкідниками таким чином, щоб мінімізувати екологічний збиток, зберігаючи врожайність.
Шкідливий вплив звичайних синтетичних засобів захисту на здоров'я ґрунту, включаючи згубну дію на корисних організмів і деградацію органічної речовини, добре досліджено. Оскільки ці речовини накопичуються в ґрунті, вони можуть зменшувати мікробне різноманіття, впливати на структуру ґрунту та перешкоджати процесам кругообігу поживних речовин, критично важливим для родючості ґрунту. Інтегрований захист рослин наголошує на використанні нехімічних заходів, що сприяють балансу ґрунтових екосистем.
Ключові компоненти інтегрованого захисту рослин:
- Біологічний захист рослин: це наріжний камінь інтегрованого захисту рослин, який передбачає використання природних хижаків, паразитів і патогенів для захисту від шкідників. Корисні організми, такі як ентомопатогенні гриби, деякі види бактерії роду Bacillus і нематоди, відіграють життєво важливу роль у підтримці контролю над шкідниками, одночасно покращуючи стан ґрунту. Наприклад, грибки Trichoderma не тільки контролюють хвороботворні мікроорганізми, що передаються через ґрунт, але й покращують ріст рослин і поглинання поживних речовин шляхом розкладання органічних речовин і покращення структури ґрунту.

- Культуральний захист рослин: сівозміна, проміжні культури та використання сидератів є невід’ємними методами культивування в ІЗР. Ці методи допомагають підтримувати родючість ґрунту, запобігаючи накопиченню шкідників, збільшуючи органічну речовину ґрунту та покращуючи доступність поживних речовин. Такі сидерати, як бобові, фіксують азот у ґрунті, зменшуючи потребу в хімічних добривах і підвищуючи активність мікробів.

- Механічний і фізичний захист рослин: обробіток ґрунту та фізичні бар’єри можливо використовувати для боротьби зі шкідниками, зводячи до мінімуму порушення ґрунту. Практики мінімального обробітку ґрунту допомагають зберегти структуру ґрунту та вміст органічних речовин, які є життєво важливими для довгострокової родючості ґрунту.

- Розумне використання хімічного захисту рослин: у інтегрованому захисті рослин синтетичні пестициди є останнім засобом. Якщо необхідно, заохочується використання біопестицидів — отриманих із природних джерел, таких як рослини чи мікроорганізми. Ці біопестициди менш шкідливі для ґрунтової екосистеми та зменшують накопичення токсичних речовин у ґрунті. Наприклад, продукти на основі мікробів, таких як Bacillus thuringiensis, спеціально спрямовані на шкідників, не завдаючи шкоди корисним організмам або ґрунту.

Зменшуючи використання шкідливих хімікатів, інтегрований захист рослин зберігає біорізноманіття ґрунтових організмів, які необхідні для кругообігу поживних речовин, розкладання органічних речовин і придушення хвороб. Здорові ґрунти, багаті корисними мікроорганізмами, є більш стійкими та можуть краще підтримувати ріст рослин.
Крім того, інтегрований захист рослин підтримує принципи агроекології, яка виступає за системи землеробства, які працюють у гармонії з природою.

#### Відновлення біорізноманіття
Відновлення біорізноманіття – це процес відновлення та збереження різноманітності живих організмів (рослин, грибів, тварин та мікроорганізмів) у ґрунті та його навколишньому середовищі за допомогою екологічно-орієнтованих практик, що сприяють підтримці здорової ґрунтової мікробіоти, біогеохімічних циклів поживних речовин та збереженню ґрунтової структури, що в результаті призводить до поліпшення його родючості.
Дослідження 2021 року, опубліковане в PNAS, показало, що відновлення біорізноманіття рослин на бідному поживними речовинами неудобреному ґрунті призвело до більшого підвищення родючості ґрунту, ніж це відбувалося, коли ці самі види рослин росли в монокультурах. Також дослідники зазначили, що творче застосування висновків дослідження на пасовищах, для покривних культур і в системах проміжних посівів може забезпечити вигоду від парникових газів від зберігання вуглецю в ґрунті та зменшити кількість добрив, необхідних для отримання оптимальної врожайності.

#### Арбускулярні мікоризи

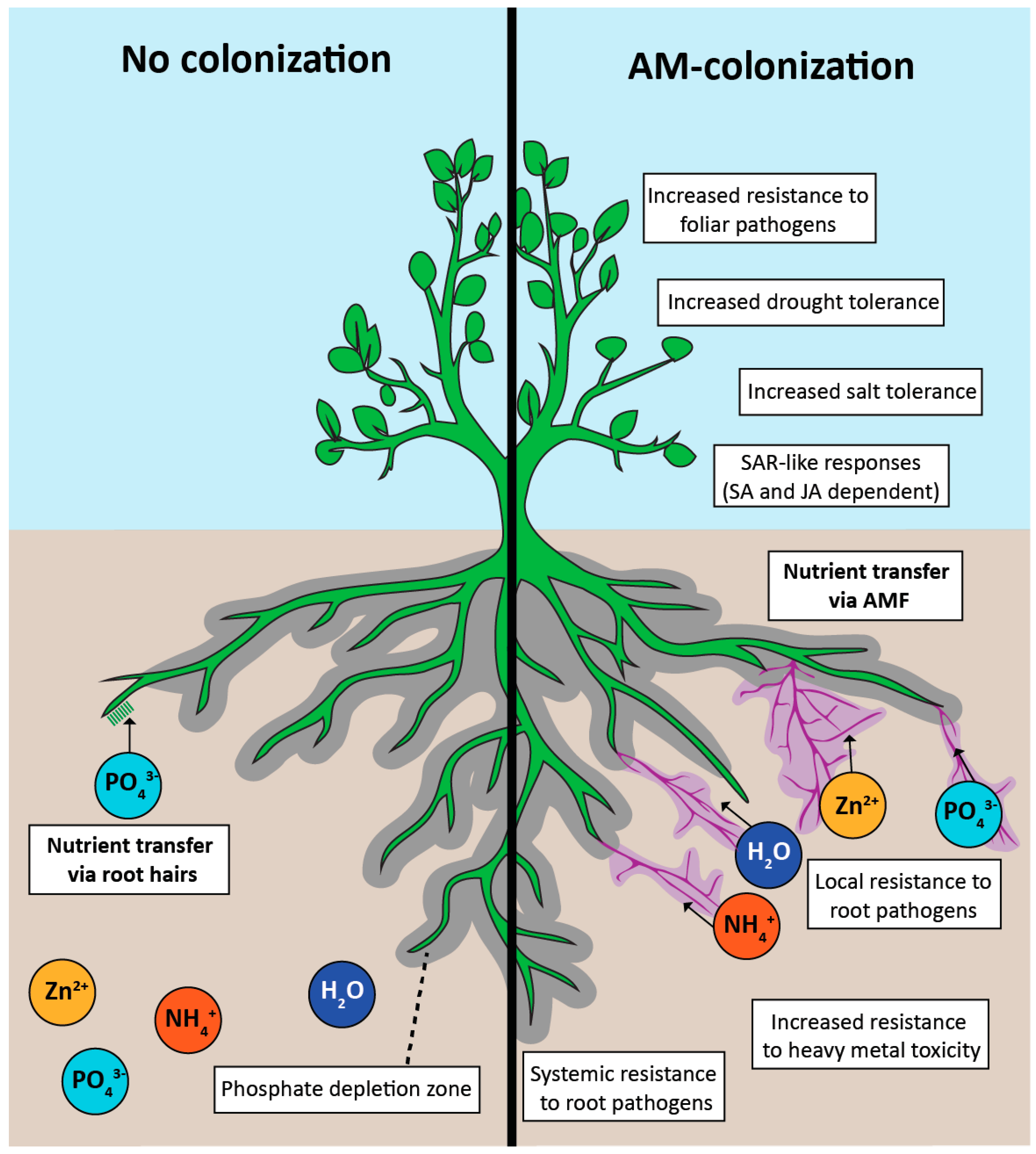
Переваги арбускулярних мікориз

Коренева бульба, заселена арбускулярним мікоризним грибом

Арбускулярні мікоризні гриби — мікоризні гриби, які формують симбіотичні (взаємовигідні) стосунки з корінням рослин, допомагаючи рослині отримувати доступ до таких поживних речовин, як фосфор і цинк, в обмін на вуглеводи з рослини.
Арбускулярні мікоризні гриби також покращують структуру ґрунту, сприяють розкладанню органічних речовин і підвищують стійкість рослин до посухи, сприяючи здоровішим і стійкішим ґрунтовим екосистемам.
Крім того, АМ-грибки здатні активовувати широкий спектр системних захисних механізмів рослин, задля захисту від різноманітних патогенів і шкідників з різним способом життя (біотрофних, напівбіотрофних, некротрофних), відповідальних за захворювання коренів і листя.

#### Супутнє садіння та суміщення культур

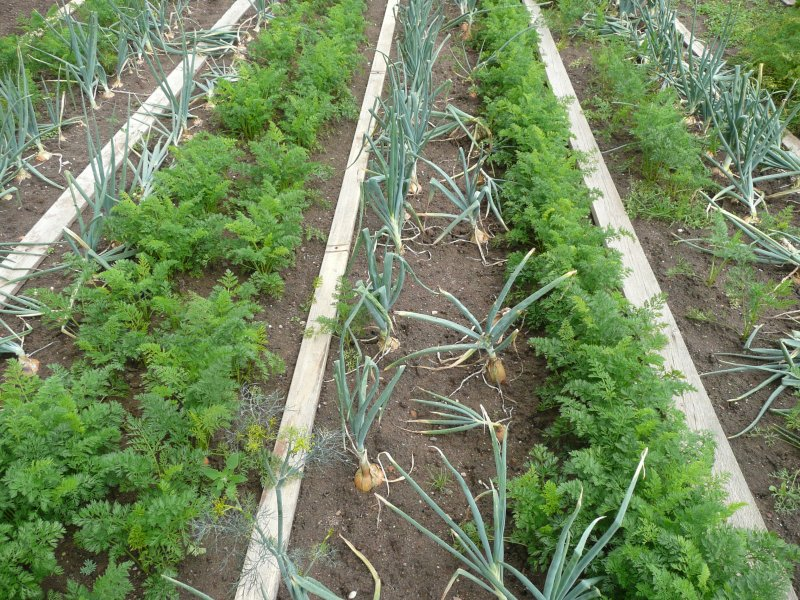
Супутнє садіння моркви та цибулі. Запах цибулі відлякує кореневу муху моркви, а запах моркви — цибулеву муху

Суміщення різних типів культур може покращити кругообіг поживних речовин, зменшити тиск шкідників і хвороб, а також підвищити врожайність і родючість ґрунту.
Наприклад, супутнє садіння кукурудзи і бобових. Бобові рослини фіксують азот у ґрунті, що сприяє його поживному складу, тоді як кукурудза забезпечує тінь, що зменшує випаровування води та запобігає ерозії.
Рослини-супутники, рослини, що відлякують шкідників та корисні бур'яни можуть також бути частиною системи покращення родючості ґрунтів.

#### Збільшення органічного вуглецю
Родючість ґрунту залежить від рівня органічного вуглецю у ґрунті, життєво необхідного для мікроорганізмів ґрунту, утримання води, зберігання поживних речовин і загального стану ґрунту. Обробка грунту, часто виснажує рівні вуглецю, що призводить до зниження родючості та посилення ерозії.
Вуглецеве землеробство направлене на збільшення вмісту вуглецю в ґрунті. Щоб підвищити вміст органічного вуглецю в ґрунті для родючості, використовують такі методи, як органічні добрива, зберігаючий обробітку ґрунту, сівозміна культур, практика агролісомеліорації, застосування біовугілля, мульчування та використання сидератів.
Насадження багаторічних рослин, з їх глибшим корінням і довшими вегетаційними періодами, як правило, підвищують накопичення органічного вуглецю в ґрунті. Зменшене порушення ґрунту в системах багаторічних насаджень додатково сприяє збільшенню вуглецю шляхом підтримки структури ґрунту та мінімізації ерозії.

### Вирощування біоенергетичних культур

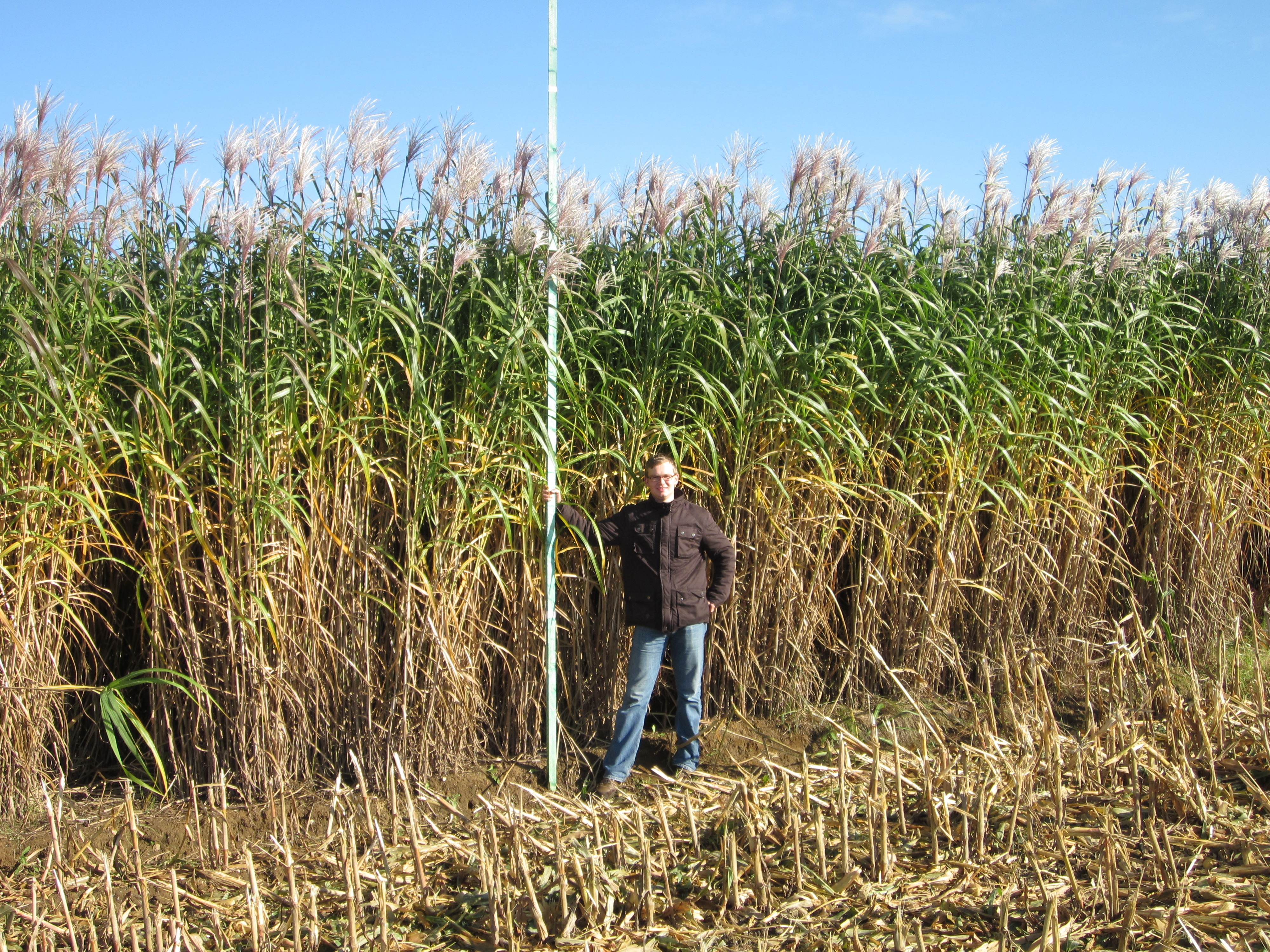
Міскантус гігантський – енергетична культура, з якої виробляють біопаливо

Плантації енергетичних рослин на малопродуктивних та схильних до ерозії ґрунтах сприяють відновленню їх родючості та забезпечують стале надходження високоякісної сировини для виробництва різних видів біопалива.
За оцінками експертів, в Україні, є 4 млн га малопродуктивних, забруднених і деградованих земель. Вирощування сільськогосподарської продукції на таких землях не дає достатнього економічного прибутку, тому вони не обробляються аграріями, і є придатними для вирощування енергетичних культур. Після війни кількість забруднених і непридатних земель для вирощування сільськогосподарської продукції ще збільшилась, тому актуальність енергетичних культур зросла ще більше.

### Використання мулу та донних відкладень
Донні відкладення (осади) прісноводних водойм за рівнем основних поживних елементів не поступаються, а іноді і переважають, за показниками органічні добрива. Видалення донних відкладень зі ставків може вирішити 2 важливих проблеми: покращення екологічного стану водойм та покращення родючості ґрунтів. В Індії, наприклад, ця практика використовується століттями.
Високий вміст органічної речовини, нейтральний або лужний pH, високий вміст мулу та глини та біодоступні форми поживних речовин, таких як фосфор, калій, магній, кальцій, азот, та інших речовин, можуть покращити родючість ґрунтів, особливо після збагачення донних відкладень додатковими поживними речовинами для збалансування їх складу як добрива.
В Україні існує понад 40 тисяч ставків, в яких щороку накопичується 45-60 млн тонн донних відкладень, з яких 30-35 млн тонн варто видаляти для покращення екологічного стану середовища.

### Перспективні методи
До деяких перспективних методів відносять використання таких інструментів та методик:
- Біоензимна технологія – використання бентоніту як сорбенту та гідранту, поживного середовища для автотрофних бактерій, в поєднанні з ферментами і ферментованим курячим послідом, що дає змогу покращити родючість ґрунту навіть в умовах пустель.[6]
- Грибки Trichoderma[79][80][81]: ці грибки мають здатність виживати в несприятливих умовах (висока солоність і посуха), їх позитивно використовували як корисні мікроорганізми через їхню здатність пригнічувати патогени рослин та стимулювати ріст рослин. Вони є важливими учасниками екосистеми ґрунту ризосфери, стійкі до ґрунтових фунгіцидів, ефективні у використанні поживних речовин ґрунту, а також сприяють росту рослин.[82][83][84] Trichoderma spp. може мінералізувати органічні поживні речовини, виробляючи велику кількість позаклітинних ферментів, навіть в умовах засолених ґрунтів і посухи.[54][55] Ці ризосферні мікроорганізми вивільняють позаклітинні ферменти для початку деградації високомолекулярних полімерів, що також може призводити до загибелі негативно патогенних для рослин грибів.[85] Окрім того, грибки Trichoderma контролюють хвороботворні мікроорганізми, які передаються через ґрунт, і тому активно використовуються в інтегрованому захисті рослин.[62]
- Ascophyllum nodosum – різновид бурих водоростей, які зустрічаються в Північній Атлантиці. Широко використовують як органічне добриво. Містить різноманітні корисні біомолекул, такі як цитокіни, ауксини, гібереліни, які сприяють росту та розвитку рослин.
- Цеоліт – природний мінерал з пористою структурою. При додаванні в ґрунт допомагає утримувати вологу та поживні речовини, зменшуючи їх вимивання, і покращує структуру ґрунту. Висока катіонообмінна здатність дозволяє цеоліту залучати і утримувати позитивно заряджені іони, такі як амоній, калій, кальцій і магній, роблячи ці речовини доступнішими для рослин. Також, допомагає нейтралізувати pH ґрунту і захистити від коливань pH.
- Методика часткового висихання коренів – методика, яку використовують для покращення поглинання води і поживних речовин рослинами. Вона передбачає тимчасове контрольоване зниження рівня вологості ґрунту, що спонукає рослини розвивати глибшу кореневу систему в пошуках води.
- Кам'яний пил – додавання в ґрунт кам'яного пилу, такого як базальтовий або гранітний, може відновити необхідні мінерали та з часом покращити родючість ґрунту.
- Нанобіотехнології та зелені нанотехнології: використання наноматеріалів може підвищити ефективність використання добрив, тим самим зменшуючи кількість необхідних добрив, мінімізуючи їх стік і обмежуючи негативний вплив на навколишнє середовище, пов’язаний із надмірним використанням синтетичних добрив, пестицидів та гербіцидів. Дослідження 2015 року продемонструвало потенціал нанотехнологій у зменшенні втрат поживних речовин і підвищенні ефективності використання поживних речовин.[86] Наночастинки можуть бути сконструйовані так, щоб вивільняти поживні речовини або засоби захисту повільно і точно тоді, коли вони потрібні культурам, тим самим покращуючи ефективність поглинання поживних речовин та зменшуючи забруднення ґрунтів. Це може призвести до здоровішого врожаю та підвищення врожайності, а також зберегти здоров’я ґрунту.[87] Крім того, нанотехнології можуть бути застосовані для виробництва наносенсорів, здатних виявляти зміни здоров’я ґрунту та статусу поживних речовин, що дозволяє своєчасно втручатися для покращення родючості ґрунту[88]. Також зелені нанотехнології можуть бути перспективними для очищення забруднених ґрунтів, зокрема від важких металів.[89][90]
- Електрокультура досліджує використання електричних струмів низької напруги до ґрунту з метою стимулювання росту рослин. Електрокінетичну ремедіацію використовують для видалення забруднень із ґрунту за допомогою електричних струмів.[91] Біомагнітний резонанс в здоровому ґрунтів досліджується в контексті покращення стійкості рослин до біотичних стресів.[92]

Потенціал відновлення родючості також є за допомогою прикладів систем, які забезпечують пом’якшення клімату (целюлозна біоенергетика), стале тваринництво (інтенсивний ротаційний випас) чи відмову від нього, і системи направленні на відновлення біорізноманіття.

## Законодавство України

### Поняття і терміни
- Родючість ґрунту - здатність ґрунту задовольняти потреби рослин в елементах живлення, воді, повітрі і теплі в достатніх кількостях для їх нормального розвитку, які в сукупності є основним показником якості ґрунту (див. ст. 1 Закону України "Про охорону земель");
- ґрунт - природно-історичне органо-мінеральне тіло, що утворилося на поверхні земної кори і є осередком найбільшої концентрації поживних речовин, основою життя та розвитку людства завдяки найціннішій своїй властивості - родючості;
- деградація ґрунтів - погіршення корисних властивостей та родючості ґрунту внаслідок впливу природних чи антропогенних факторів;
- деградація земель - природне або антропогенне спрощення ландшафту, погіршення стану, складу, корисних властивостей і функцій земель та інших органічно пов'язаних із землею природних компонентів;

Складовою земельних та інших природних ресурсів є ґрунти. Де земельні ресурси - це сукупний природний ресурс поверхні суші, як просторового базису розселення і господарської діяльності, як основний засіб виробництва в сільському та лісовому господарстві. Ґрунти та якість ґрунтів є складовою обліку (кадастру) земельних ресурсів України.

### Особливо цінні землі та ґрунти
Перелік особливо цінних земель визначено ст. 150 Земельного кодексу України, їх вилучення (припинення прав) з сільськогосподарського використання можливе лише за погодженням з Верховною Радою України. Зміна цільового призначення особливо цінних земель допускається лише для розміщення на них об'єктів загальнодержавного значення, доріг, ліній електропередачі та зв'язку, трубопроводів, осушувальних і зрошувальних каналів, геодезичних пунктів, житла, об'єктів соціально-культурного призначення, об'єктів, пов'язаних з видобуванням корисних копалин, нафтових і газових свердловин та виробничих споруд, пов'язаних з їх експлуатацією, а також у разі відчуження земельних ділянок для суспільних потреб чи з мотивів суспільної необхідності відповідно до Земельного кодексу України. Перелік особливо цінних груп ґрунтів, які зазначені у статті 150, визначено Наказом Державного комітету України по земельних ресурсах від 6 жовтня 2003 року № 245.

## Міжнародні стандарти

Мапа поширення чорнозему в світі

Food and Agriculture Organization є спеціалізованою установою ООН, яка очолює міжнародні зусилля по боротьбі з голодом. Відповідно до визначених понять і стандартів цієї організації:
Родючість ґрунту — це здатність ґрунту підтримувати ріст рослин, забезпечуючи необхідні для рослин поживні речовини та сприятливі хімічні, фізичні та біологічні характеристики як середовище існування для росту рослин.
Бар’єри на шляху використання багаторічної обробки для відновлення деградованих ґрунтів можна подолати за допомогою політики, яка може стимулювати землевласників, фермерів і власників ранчо керувати екологічними процесами для родючості ґрунту та екосистемних послуг, можливо, шляхом переміщення стимулів від практик деградації землі, таких як інтенсивна коротка ротація зерна, до більш різноманітних сівозміни та інші методи, пов’язані з відновлюваним сільським господарством. Мільйони гектарів нині деградованих грунтів можуть бути відновлені чи оптимізовані, задля покращення екосистемних послуг, у тому числі пов’язаних із збереженням біорізноманіття, води та поживних речовин, а також економічного та суспільного добробуту.

### Книги
- Агроекологічна оцінка ґрунтів: моногр. / О. В. Телегуз, М. Г. Кіт. – Львів: ЛНУ ім. Івана Франка, 2013. – 260 с. – (Сер. “Ґрунти України”).
- Білл Моллісон, Рені Міа Слей. Вступ до пермакультури. Львів: Простір-М, 2019. — 208 с.: іл., мал. — ISBN 978-617-7746-20-0
- Ґрунтознавство: Навч. посіб./ М.Ф.Бережняк, Б.Є.Якубенко,. А.М.Чурілов, Р.В.Сендзюк. // За заг. ред. Якубенка Б. Є. — К. : Видавництво Ліра-К, 2017. — 612 с. ISBN 978-617-7507-96-2
- Еколого-економічні проблеми деградації сільськогосподарських земель в Україні / А.Мартін, О.Чумаченко, 2018. ISBN 978-611-01-0608-5.
- Soil fertility and nutrient management in horticulture. Santra, Hari Gour; Sahoo, Biswanath (2017). NEW INDIA Publishing AGENCY. ISBN 978-93-89571-31-8.
- Soil-plant-microbe interactions: An innovative approach towards improving soil health and plant growth. (pdf, epub) / Kumar, Upendra; Shelake, Rahul Mahadev; Singh, Rajni, (2023). Frontiers Media SA. ISBN 978-2-8325-1919-6.

### Журнали
- Рослинництво і ґрунтознавство
- Сільськогосподарська мікробіологія
- Biology and Fertility of Soils
- Soil Biology and Biochemistry
- Plant and Soil
- Soil Science Society of America Journal
- Soil and Tillage Research
- European Journal of Soil Science
- Applied Soil Ecology